# Notre-Dame de Paris
För andra betydelser, se Notre-Dame de Paris (olika betydelser).
Cathédrale Notre-Dame de Paris (franskt uttal: [ka.te.dʁal nɔtʁə dam də paʁi] ( lyssna); betyder ungefär "Vår frus katedral i Paris"), eller i vanligt tal bara Notre Dame, är en romersk-katolsk katedral i Frankrikes huvudstad Paris, belägen på ön Île de la Cité i floden Seine. Katedralen är belägen i Paris fjärde arrondissement. Katedralen klassas sedan 1991 som ett världsarv av UNESCO. Notre Dame är på franska också den allmänna benämningen på kyrkobyggnader helgade till Vår Fru, det vill säga Jungfru Maria.
Byggnationen av Notre Dame påbörjades år 1163 under biskop Maurice de Sully. Uppförandet pågick mellan 1163 och 1345. Notre Dame har renoverats och genomgått flera ombyggnationer sedan dess uppförande. Under den franska revolutionen tas flera föremål från kyrkan och flera föremål förstördes. Under 1800-talet kröntes Napoleon i Notre Dame. År 1831 publicerades Victor Hugos roman Ringaren i Notre Dame. Efter Hugos publicering genomgick katedralen en restaurering mellan åren 1844 och 1864. Den 26 augusti 1944 firades befrielsen av Paris från den tyska ockupationen i Notre Dame. Mellan 1991 och 2000 genomgick kyrkan ännu ett restaurerings- och reningsprojekt.
Katedralen besöks årligen av miljontals turister och är därmed en av de mest besökta platserna i Paris. 
Katedralen drabbades den 15 april 2019 av en omfattande brand under en renovering av kyrkan. Den höga spiran förstördes och stora delar av taket. Arbetet med att återställa kyrkan påbörjades samma år. 
Notre Dame återöppnade och återinvigdes den 7 och 8 december 2024, efter omfattande renovering och restaurering. En gudstjänst hölls den 7 december 2024 och den första mässan, med invigning av det nya altaret, firades den 8 december 2024. 
Notre Dame de Paris är katedralen för ärkebiskopen av Paris "cathedra" (biskopsstol). Nuvarande ärkebiskop (sedan 2022) är Laurent Ulrich.
Katedralen hyser även flera viktiga reliker inom kristendomen, däribland Törnekronan.

## Historia

### Viktiga händelser
- 1163: Biskop Maurice de Sully påbörjar byggnationen av katedralen.
- Omkring 1220–1230: Byggnationen av klocktornen påbörjas.
- 1699: Större renovering påbörjas.
- 1790: Under den franska revolutionen tas all brons, bly och andra värdefulla metaller från kyrkan för att smältas ned.
- 1801-1802: Napoleon I lämnar åter över användandet av Notre Dame till den romersk-katolska kyrkan.
- 1804: Napoleon I kröner sig själv till kejsare i Notre Dame.
- 1844–1864: Omfattande restaurering av kyrkan.
- 1944: Firandet av befrielsen av Paris.
- 1945: Firande av slutet av andra världskriget.
- 1963: Omfattande rengöring av katedralens exteriör beordras av ministern André Malraux.
- 1980, 1997: Besök av påve Johannes Paulus II.
- 2008: Besök av påve Benedictus XVI.
- 2019: Den 15 april drabbas Notre Dame av en omfattande brand. Därefter påbörjas en omfattande rekonstruktion av Notre Dame.
- 2024: Återöppning av Notre Dame.

### Bakgrund
Notre-Dame var en av de första gotiska katedralerna. Skulpturerna och glasmålningarna visar naturalismens inflytande, vilket ger dem ett mer sekulärt utseende än den tidigare romanska arkitekturen. Notre-Dame var dessutom en av de första byggnaderna i världen att använda strävbågar.
Från början var det inte tänkt att byggnaden skulle ha strävbågar runt koret och navet, men när byggnationen påbörjats och de tunna väggarna (en gotisk nymodighet) växte högre, började belastningssprickor uppträda när väggarna buktade utåt. Strävbågarna lades till för att förhindra ytterligare skador. I många år föraktades strävbågarna, eftersom det sades att de såg ut som stafflier som någon glömt att avlägsna och gav katedralen ett ofullbordat utseende. 

Notre Dame har blivit känd genom Victor Hugos roman och Disney-filmen Ringaren i Notre Dame som handlar om den puckelryggige och vanskapte ringaren Quasimodo.

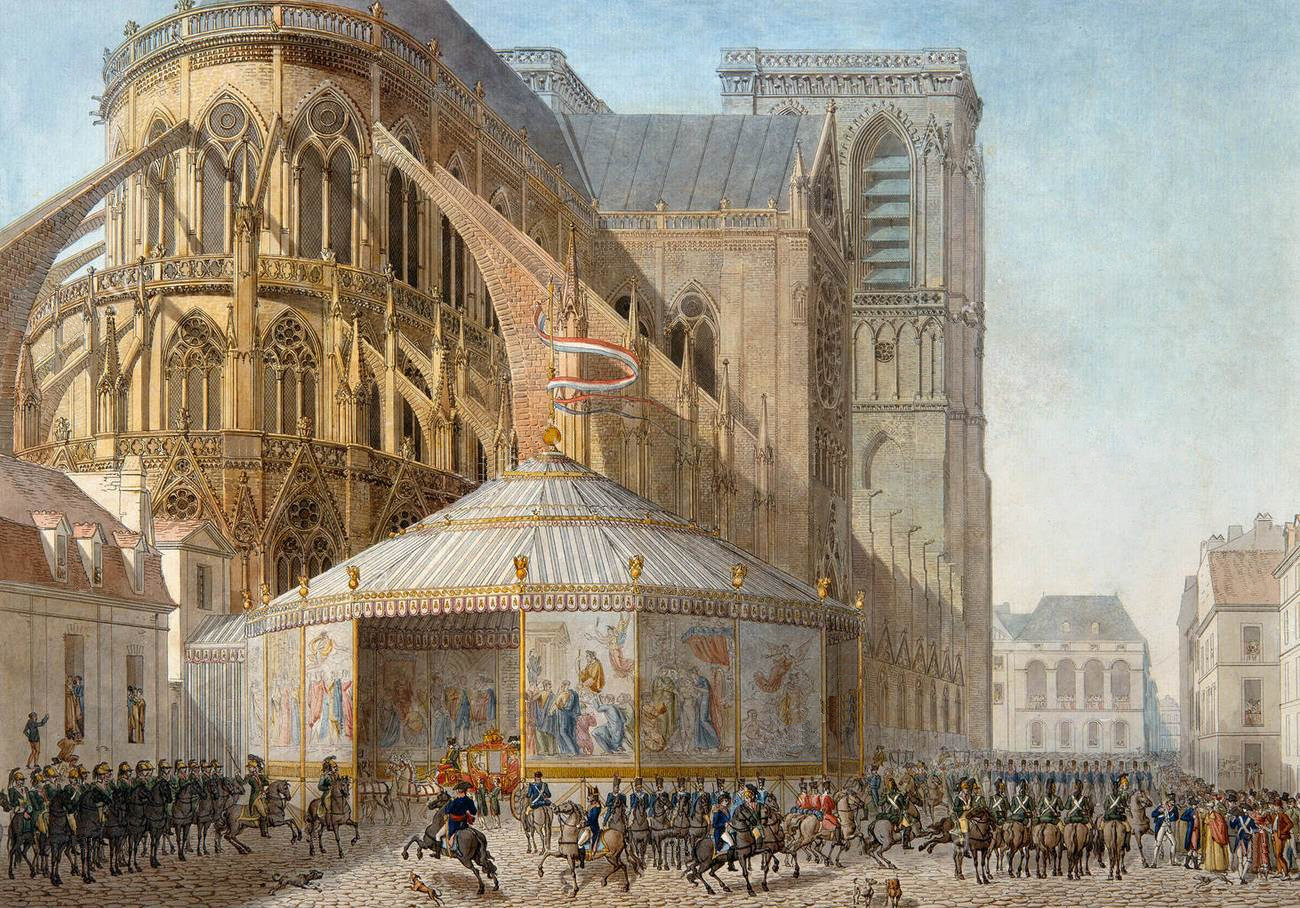
Napoleon anländer till Notre Dame inför sin kröning den 2 december 1804.
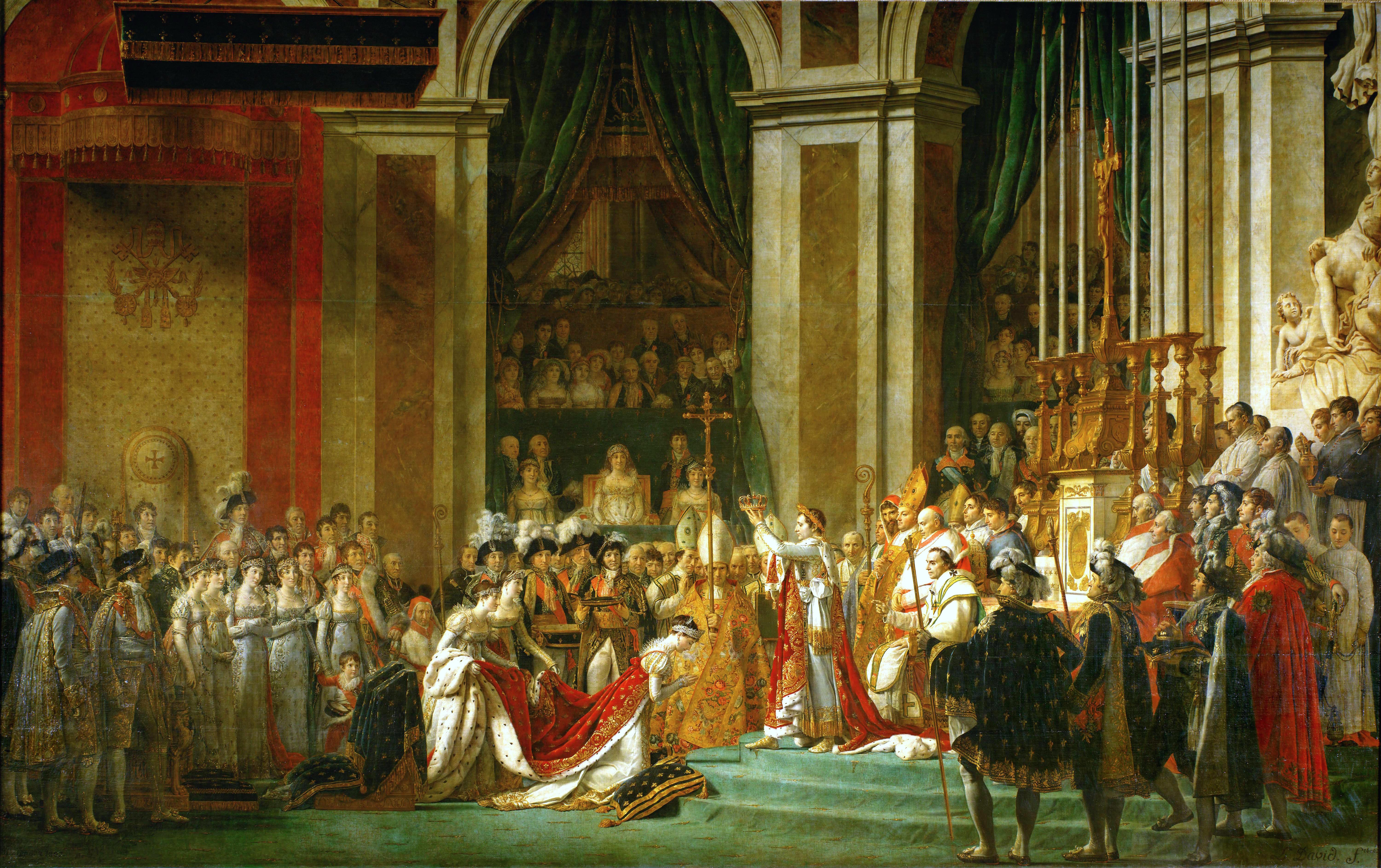
Kröningen av Napoleon, den 2 december 1804. Målning av Jacques-Louis David.

### Byggnation

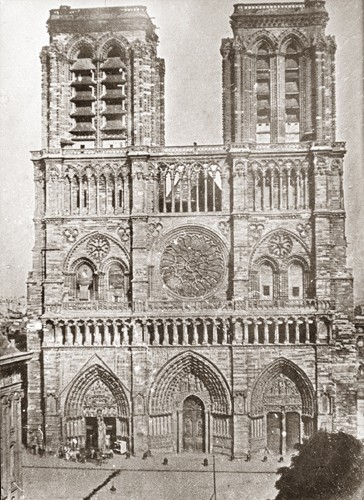
Katedralen 1840, före restaureringen.

År 1160 ansåg biskopen Maurice de Sully att den dåvarande Pariskatedralen var ovärdig sitt uppdrag och rev den till grunden kort efter sitt tillträde som biskop i Paris. Enligt legenden fick de Sully en vision av en ny katedral och skissade den i jorden framför den gamla katedralen. För att kunna uppföra den måste även flera hus demoleras och en ny väg byggas för att kunna forsla fram byggmaterialet.
År 1163 påbörjades själva byggarbetet, under Ludvig VII:s regeringstid. Det råder skilda meningar huruvida biskop de Sully eller påve Alexander III lade katedralens grundsten. Katedralen byggdes i flera steg, först byggdes koret som var färdigställt år 1182. Under konstruktionen arbetade ett flertal arkitekter med byggnationen, något som de olika stilarna (och höjderna) på tornen vittnar om. Katedralens västra fasad med de två tornen byggdes på 1200-talet och har en harmonisk utformning med sina vertikala och horisontella linjer. Det norra tornet blev färdigt 1240 och det södra 1250. Den ursprungliga spiran byggdes omkring år 1250, och katedralen var färdig omkring 1345.
En rad tillbyggnader och restaureringar av katedralen har gjorts genom åren. Åren 1844–1864 genomfördes en omfattande restaurering ledd av arkitekten Eugène Viollet-le-Duc. Utöver restaurering av arkitekturen byggdes bland annat en ny sakristia, den ursprungliga spiran som nedmonterats ersattes och flera av de religiösa konstverk som förstörts under franska revolutionen återskapades.
Viollet-le-Duc gjorde också omfattande egna tillägg med ornament och statyer. Detta har kritiserats av vissa historiker, men har bidragit till att katedralen blivit en populär turistattraktion. Den har årligen omkring 13 miljoner besökare
År 2013 firades katedralens 850-årsjubileum med en rad utställningar och evenemang.

### Historiska händelser
Katedralen har varit plats för många historiska händelser. År 1431 kröntes Henrik VI av England till kung av Frankrike, 1537 gifte sig Jakob V av Skottland med Madeleine av Valois och 1804 krönte sig Napoleon Bonaparte till kejsare. Jeanne d'Arc blev saligförklarad i katedralen. Rekviemmässor har hållits för presidenterna Charles de Gaulle och François Mitterrand. Katedralens klocka har ringt för att markera alla stora historiska händelser i Frankrikes historia som kröningar, kungliga bröllop och slutet på två världskrig.
Den 26 juni 1971 utförde Philippe Petit en lindans mellan kyrkans torn.
Den 30 maj 1980 firade påve Johannes Paulus II mässa på platsen framför katedralen.

### Branden 2019

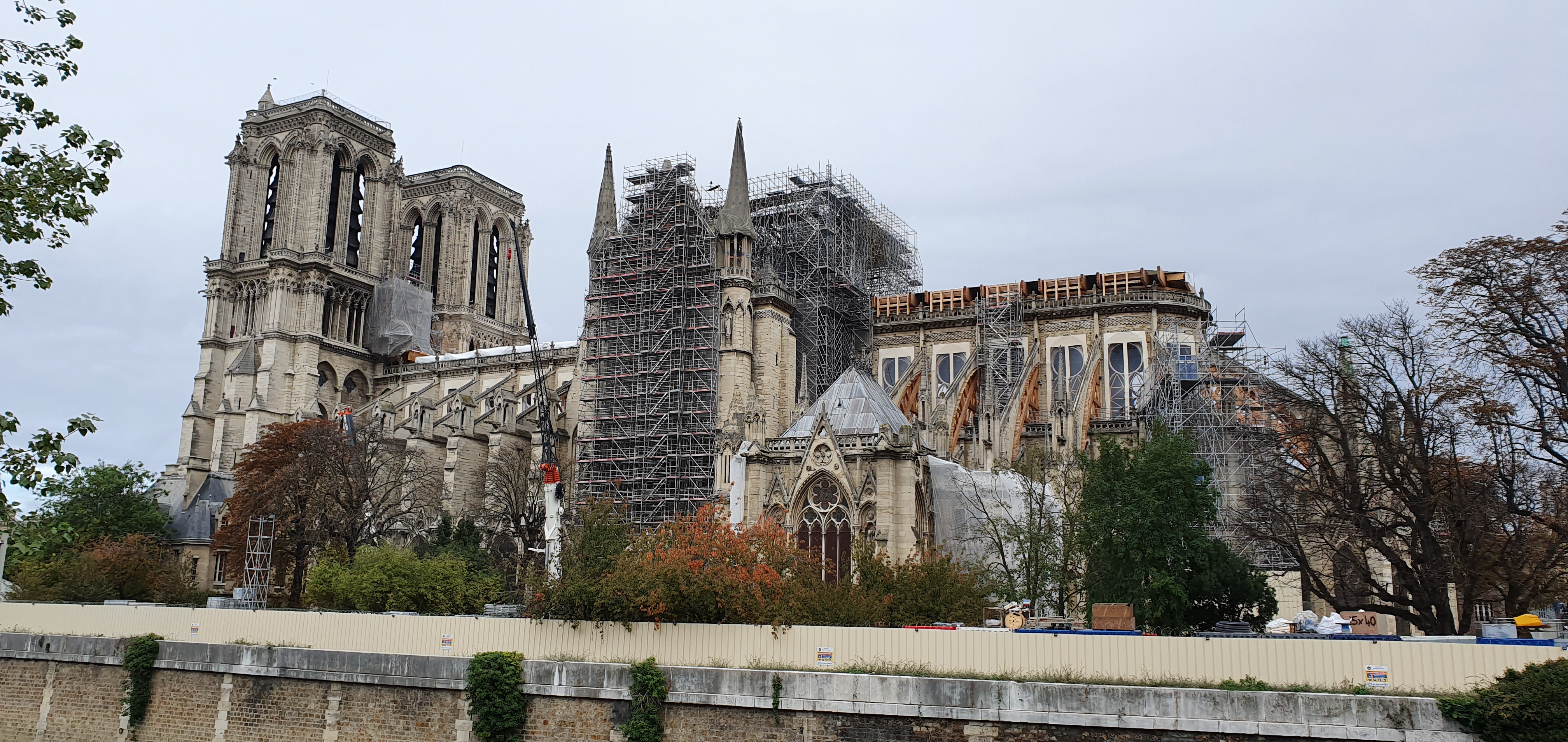
Notre Dame i november 2019, efter branden.

Den 15 april 2019 utbröt en brand som ledde till att katedralens spira och tak kollapsade senare samma kväll. Under natten till den 16 april fick brandmännen kontroll på elden. Klockan 19:50 kollapsade den välkända spiran och tog med sig tonsvis med sten. För första gången på 200 år firades ingen mässa vid julen den 25 december 2019, på grund av det pågående renoveringsarbetet. Kort efter branden uttalade Frankrikes president Emmanuel Macron att Notre-Dame ska återuppbyggas.

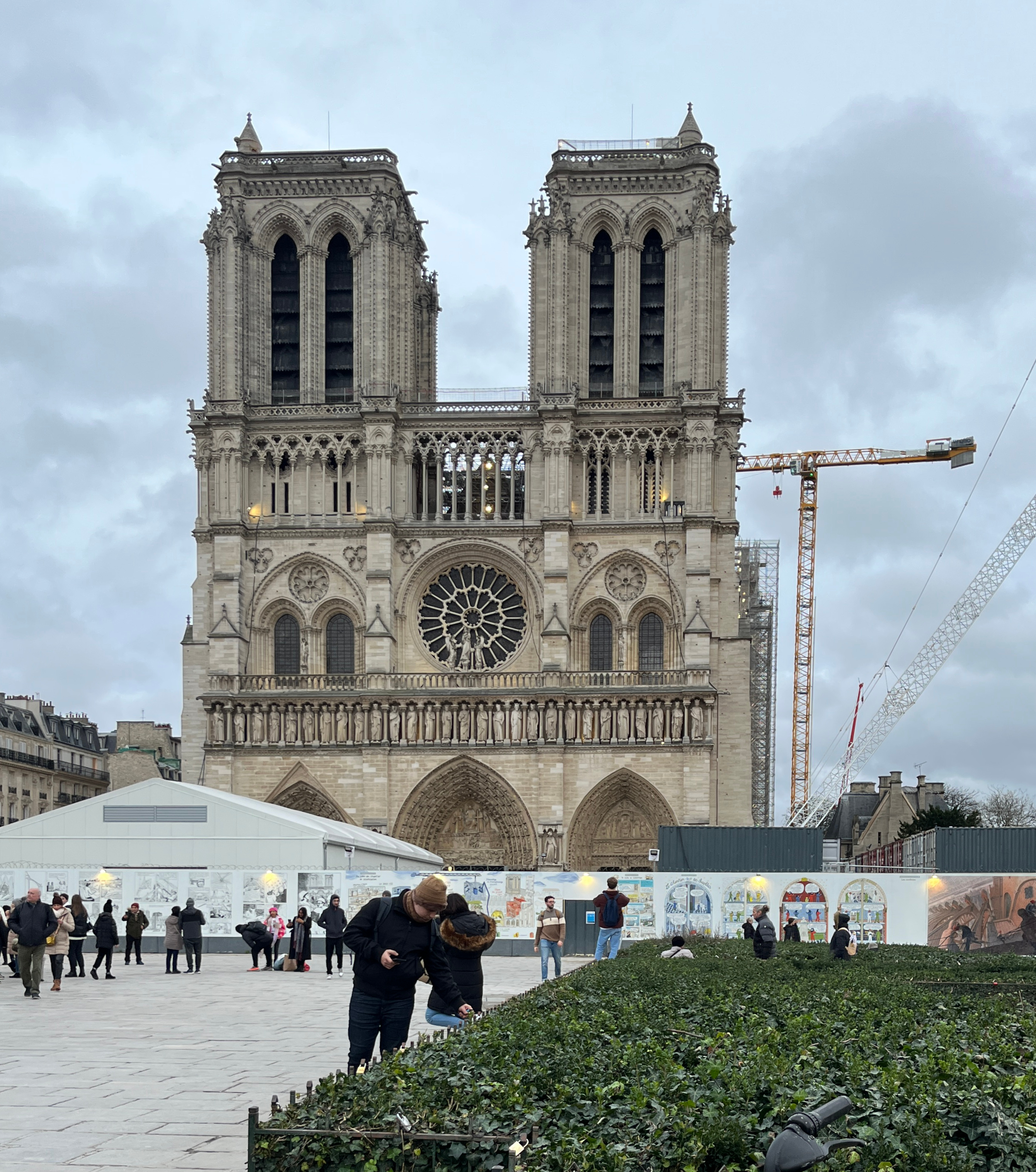
Katedralens framsida i oktober 2023.

Fasaden, väggarna, rosettfönstren och tornet kunde tack vare brandmännens arbete förbli intakt. Den stora orgeln klarade sig, men skadades av vattnet vid släckningsarbetet. President Emmanuel Macron meddelade att ungefär 500 brandmän hade deltagit i släckningsarbetet.

#### Restaureringsarbetet
I oktober 2019 meddelade den franska regeringen att restaureringens första fas, vilken innebar att stabilisera byggnaden för att förhindra en kollaps, skulle pågå till slutet av år 2020. Återuppbyggnaden kunde inte påbörjas förrän tidigt under år 2021.
Den 10 april 2020 höll ärkebiskop Michel Aupetit och en handfull deltagare, en långfredagsgudstjänst i katedralen. Samtliga av deltagarna var iklädda skyddskläder. Restaureringen fortsatte under år 2020, trots den pågående covid-19-pandemin.
I början av 2021 påbörjades urvalet av vilka träd som skulle användas till material för återuppbyggnad av spiran och trädelarna av taket som förstördes i branden. Uppemot ettusen träd från Frankrike användes. Efter avverkningen behövde träet torka i 12-18 månader. Den 18 september 2021 fastslog franska myndigheter att säkerhetsarbetet i katedralen var färdigt, vilket innebar att restaureringsarbetet kunde påbörjas.

### Återinvigningen 2024
I december 2024 återinvigdes katedralen efter ett omfattande renoverings- och restaureringsarbete. Den 29 november 2024 visades den nyrestaurerade katedralens interiör för första gången sedan renoveringen. Frankrikes president Emmanuel Macron besökte Notre Dame, tillsammans med flera av dem som varit en del av restaureringsarbetet. Den 7 december 2024 firades den första gudstjänsten  sedan katedralens återställande. Vid gudstjänsten återinvigdes bland annat den stora orgeln. Gudstjänsten  leddes av ärkebiskop Laurent Ulrich. Bland gästerna fanns flera inbjudna präster och biskopar, samt Frankrikes president Emmanuel Macron, Donald Trump, Elon Musk, USA:s första dam Jill Biden, Ukrainas president Volodymyr Zelenskyj, Storbritanniens kronprins William och ett 50-tal stats- och regeringschefer däribland Sveriges statsminister Ulf Kristersson. Hela ceremonin genomfördes inne i Notre Dame och president Macron höll ett inledande tal, vilket inte är okontroversiellt eftersom Frankrike är en sekulär stat. Ingen fransk president har någonsin talat i Notre Dame tidigare.
Den 8 december 2024 firades den första mässan, under ledning av ärkebiskop Ulrich, sedan Notre Dames återöppnande, och det nya altaret konsekrerades.

## Katedralen

### Det nya altaret
Den 8 december 2024 invigdes det nya altaret. Altaret kommer att användas när mässan firas versus populum. Det nya altaret ersätter det tidigare från 1989 som förstördes i branden 2019.

#### Det gamla altaret

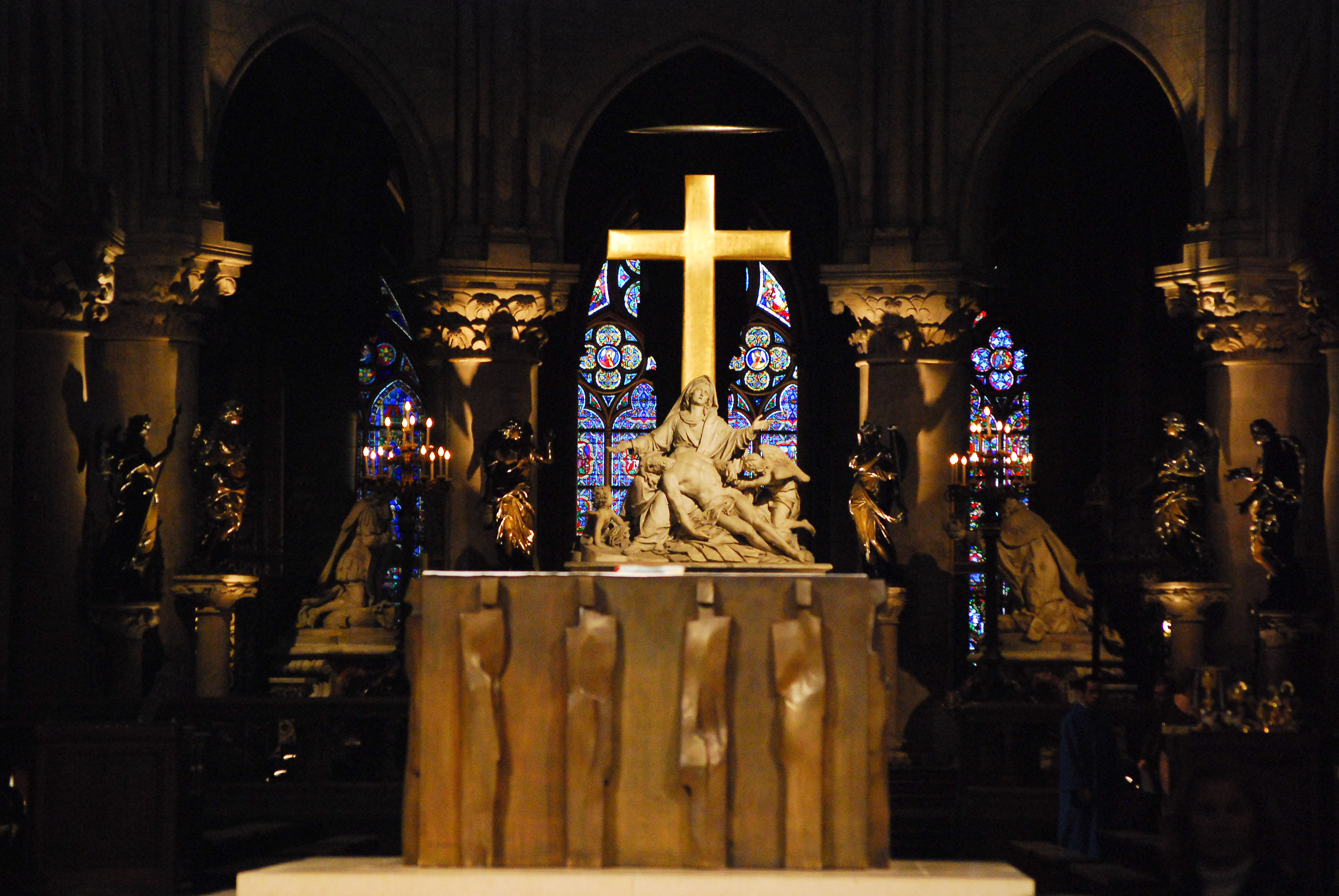
Altaret från 1989 som fanns i kyrkan fram till 2019.

Altaret i mitten av koret som används när mässan firas versus populum är gjort i brons och gestaltades av Jean Touret (1916-2004) år 1989, efter förfrågan av ärkebiskopen av Paris, kardinal Jean-Marie Lustiger. På ena sidan av altaret återfinns de fyra evangelisterna (Matteus, Markus, Lukas och Johannes) från Nya testamentet och på andra sidor återfinns profeter från Gamla testamentet (Jesaja, Jeremia, Hesekiel och Daniel). 

### Takstomme
Takstommen i katedralen är av ekträ från 1100-talet, vilket gör byggstommen till en av de äldsta i Frankrike. De äldsta delarna i koret finns inte kvar, men trä återanvändes till en andra stomme uppförd på 1200-talet som ännu är bevarad. I mittskeppet är stommen försedd med ett tak av blyplattor. Stommarna i sidoskeppen och spiran gjordes om under restaureringen på 1800-talet och skiljer sig från den medeltida konstruktionen i koret och mittskeppet, framför allt genom kraftigare bjälkar.

### Västra fasaden och tornen
Den västra fasaden började byggas i början av 1200-talet. Det norra tornet blev färdigt år 1240 och det södra år 1250. Till toppen av katedralens båda klocktorn leder 387 trappsteg. Fasaden är 43 meter bred och med tornen 63 meter hög. Centralt placerat finns ett av katedralens rosettfönster. Under den finns huvudportalen med två något mindre portaler på varsin sida som alla är ornamenterade. Huvudportalen representerar Yttersta domen. Den byggdes åren 1220–1230, kort efter de två andra portalerna. Portalen till vänster är tillägnad Jungfru Maria och byggdes 1210–1220. Den högra portalen, tillägnad sankta Anna, är den äldsta, byggd omkring år 1200.
På fasaden finns flera statyer. På en balustrad ovanför portalerna finns det så kallade Kungagalleriet med tjugoåtta statyer som representerar tjugoåtta generationer av Kungar i Juda. Vid rosettfönstret finns en staty av Jungfru Maria och Jesusbarnet.

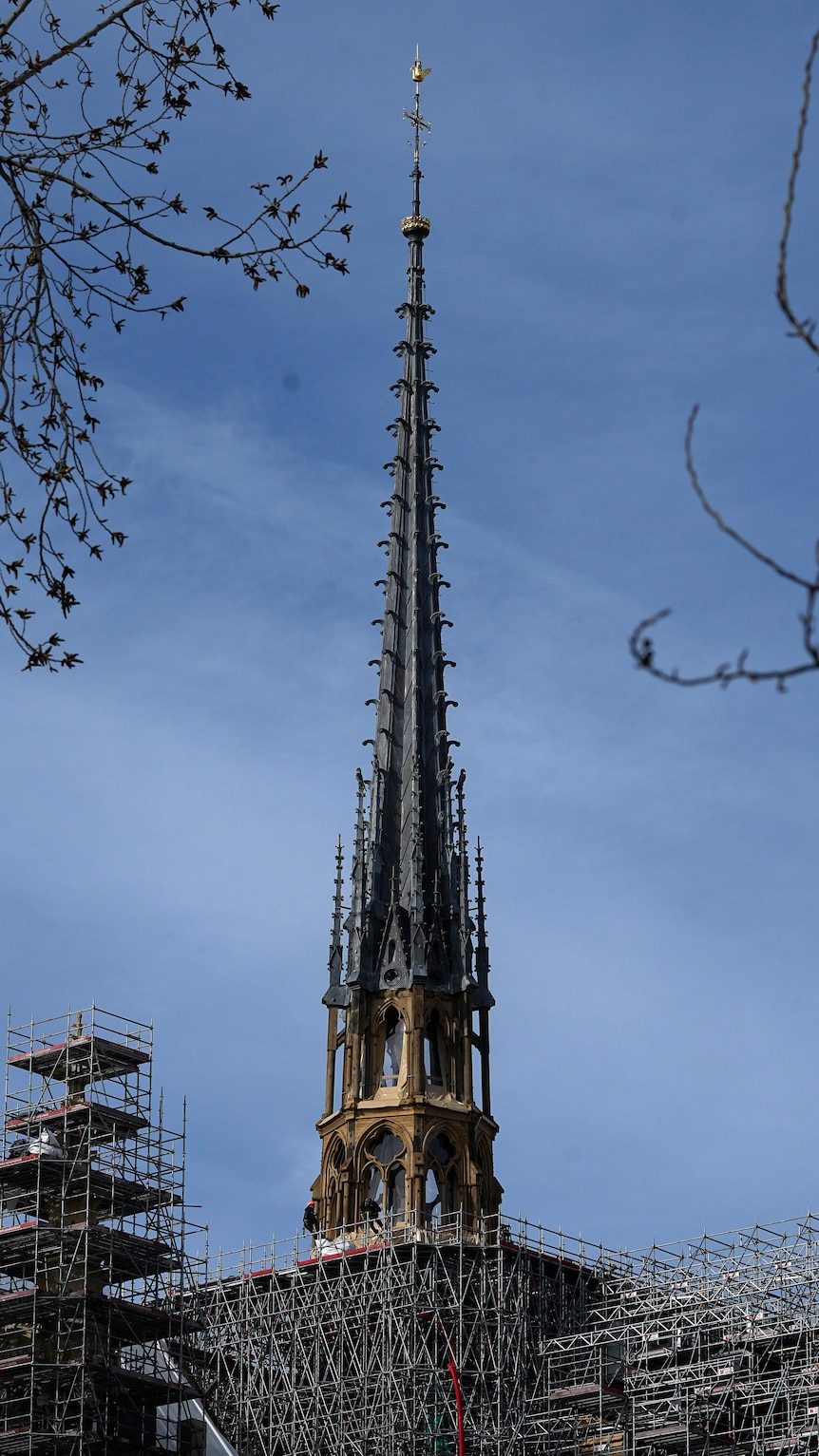
Den nya spiran, 2024.

### Den gamla spiran (förstörd i branden 2019)
Den ursprungliga spiran byggdes omkring år 1250 och var ett klocktorn som på 1600-talet hade fem klockor. Den nedmonterades under åren 1786 till 1792. En ny spira uppfördes under restaureringen på 1800-talet. Vid spiran placerades statyer av de tolv apostlarna och de fyra evangelisterna. 1800-talsspiran rasade i samband med branden 2019. En ny spira som är en exakt kopia av den gamla kommer att pryda katedralen vid den planerade återinvigningen i december 2024. Statyerna togs ned för renovering en vecka före branden och är oskadade.

### Den nya spiran
Efter att den gamla spiran förstördes i branden 2019 byggdes en ny spira på samma plats. Byggandet påbörjades 2022 och den 16 december 2023 sattes en kyrktupp i guld på spirans topp efter välsignelsen av ärkebiskop Laurent Ulrich. Spiran blev färdig och byggnadsställningarna togs bort den 13 februari 2024.

### Rosettfönster

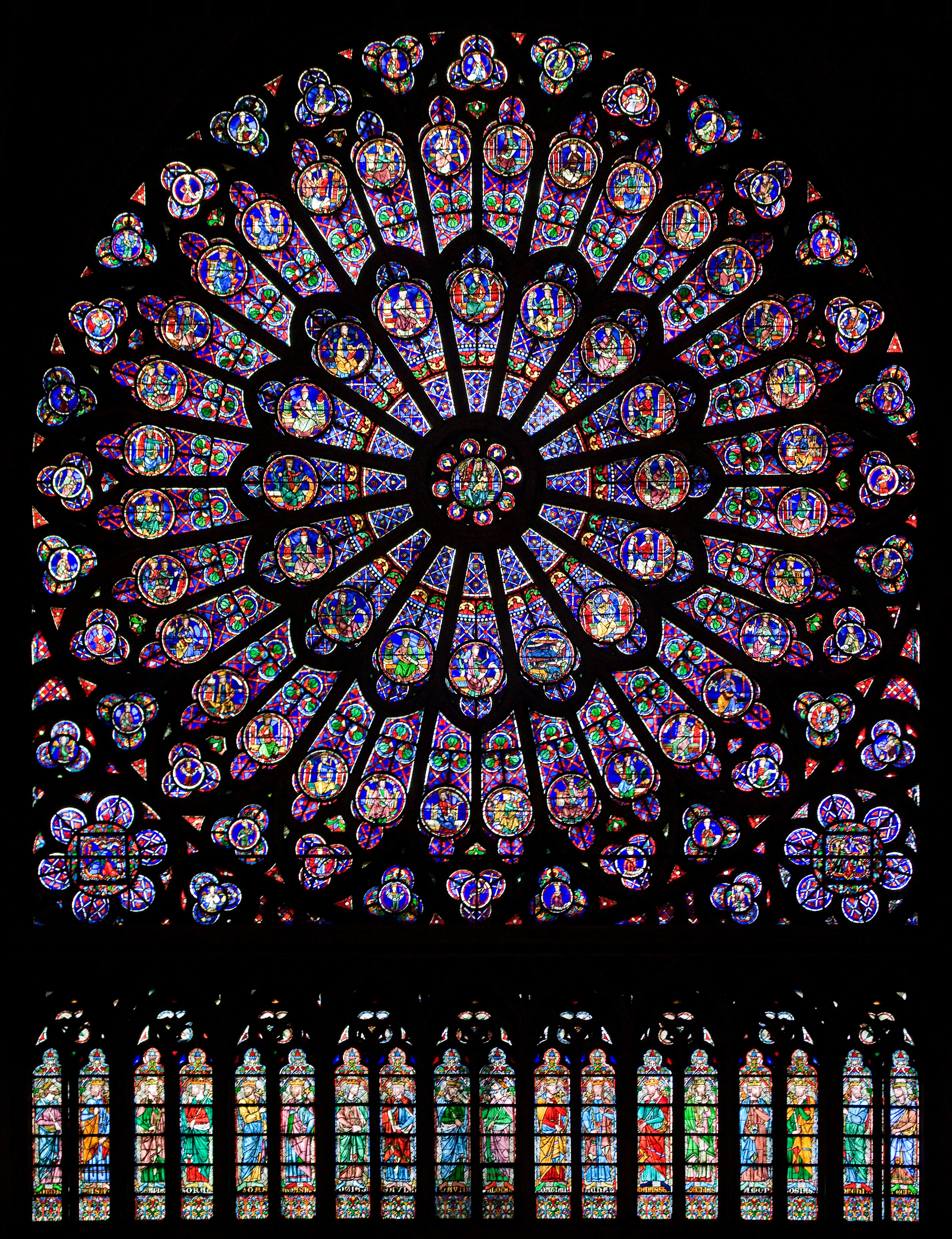
Det norra rosettfönstret.

I katedralen finns tre stora rosettfönster med avbildningar från nya testamentet. De södra och norra rosettfönstren mäter 12,90 meter i diameter. De skapades ursprungligen i mitten av 1200-talet och har senare genomgått flera restaureringar. Rosettfönstret på fasaden i väst är det äldsta. Det skapades år 1225 och är 9,60 meter i diameter.

### Konstverk
I katedralen finns en rad målningar, statyer och glasmålningar. Bland annat de stora målningar föreställande apostlarna som skänktes till katedralen varje år mellan 1630 och 1707, en muralmålning av Jean Jouvenet från 1700-talet och statyn Notre Dame de Paris från 1300-talet föreställande Jungfru Maria och Jesusbarnet.

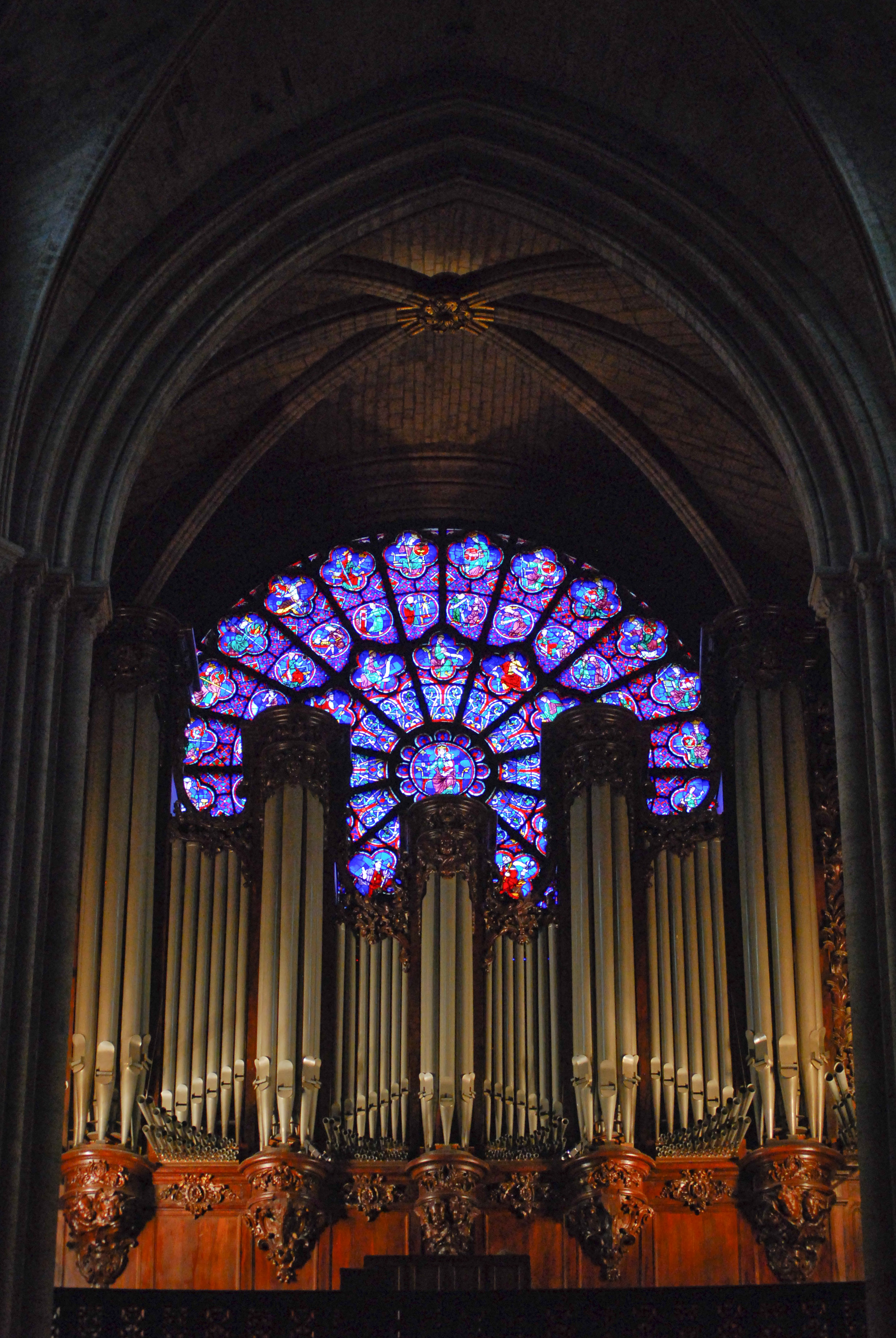
Den stora orgeln i Notre Dame.

### Den stora orgeln
En av de tidigaste orglarna i katedralen byggdes år 1403 av Frédéric Schambantz och orgeln byggdes om vid flertalet tillfällen under 300 år. Orgeln från 1403 byttes ut mellan åren 1730 och 1738 av François Thierry och senare ombyggd av François-Henri Clicquot. Under en restaurering av katedralen byggdes en ny orgel av Aristide Cavaillé-Coll. Orgeln invigdes 1868.
År 1904 kompletterades orgeln med fler stämmor av Charles Mutin, efter förslag av organisten Louis Vierne. Orgeln elektrifierades 1924 efter finansiering av Claude Johnson, en av skaparna av Rolls-Royce. År 1932 restaurerades och rengjordes orgeln. 
Orgeln ska endast ha lidit mindre skador under branden 2019, men en omfattande rengöring från blydamm påbörjades i augusti 2020.

#### Organister
Organisten i Notre Dame Paris (franska: titulaires des grandes orgues) anses vara en av de mest prestigefyllda organistuppdragen i Frankrike. 
- Guillaume Maingot (1600–1609)
- Jacques Petitjean (1609–1610)
- Charles Thibault (1610–1616)
- Charles Racquet (1618–1643)
- Jean Racquet (omkr. 1643–1689)
- Médéric Corneille (1689–1730)
- Guillaume-Antoine Calvière (1730–1755)
- René Drouart de Bousset (1755–1760)
- Charles-Alexandre Jollage (1755–1761)
- Louis-Claude Daquin (1755–1772)
- Armand-Louis Couperin (1755–1789)
- Claude Balbastre (1760–1793)
- Pierre-Claude Foucquet (1761–1772)
- Nicolas Séjan (1772–1793)
- Claude-Étienne Luce (1772–1783)
- Jean-Jacques Beauvarlet Charpentier (1783–1793)
- Antoine Desprez (1802–1806)
- François Lacodre dit Blin (1806–1834)
- Joseph Pollet(1834–1840)
- Félix Danjou (1840–1847)
- Eugène Sergent (1847–1900)
- Louis Vierne (1900–1937)
- Léonce de Saint-Martin (1937–1954)
- Pierre Cochereau (1955–1984)
- Yves Devernay (1985–1990)
- Jean-Pierre Leguay (1985–2015)
- Philippe Lefebvre (1985-2019)
- Olivier Latry (sedan 1985)
- Vincent Dubois (sedan 2016)
- Thierry Escaich (sedan 2024)

### Kyrkklockor
I kyrkans två torn hänger sammanlagt tio kyrkklockor. De två största klockorna hänger i det södra tornet och de åtta andra i det norra tornet. 
År 2011 togs det initiativ till en restauration av katedralens klockor. Följaktligen skapades insamlingar till nya klockor. År 2012 göts nio nya klockor. Det genomfördes ett klockdop inne i kyrkan av ärkebiskopen av Paris och efter det hängdes de upp i tornen. Den största nya klockan "Marie" hängdes i södra tornet (där den blev näst störst), resterande klockor i det norra tornet. Klockorna från 1800-talet togs ned från tornet och ersattes av de nya klockorna från 2012. Den största klockan, Emmanuel, hänger dock kvar i södra tornet sedan gjutningen 1686. 
Efter branden 2019 togs klockorna i det norra tornet ned. I september 2024 kunde de åtta klockorna i det norra tornet åter hängas upp i tornet.
| Plats        | No. | Namn           | Gjuten | Diameter | Vikt         | Ton   |
| ------------ | --- | -------------- | ------ | -------- | ------------ | ----- |
| Södra tornet | 1   | Emmanuel       | 1686   | 261 cm   | ca 13 000 kg | fiss0 |
| Södra tornet | 2   | Marie          | 2012   | 206,5 cm | 6 023 kg     | giss0 |
| Norra tornet | 3   | Gabriel        | 2012   | 182,8 cm | 4 162 kg     | aiss0 |
| Norra tornet | 4   | Anne-Geneviéve | 2012   | 172,5 cm | 3 477 kg     | h0    |
| Norra tornet | 5   | Denis          | 2012   | 153,6 cm | 2 502 kg     | ciss1 |
| Norra tornet | 6   | Marcel         | 2012   | 139,3 cm | 1 925 kg     | diss1 |
| Norra tornet | 7   | Étienne        | 2012   | 126,7 cm | 1 494 kg     | f1    |
| Norra tornet | 8   | Benoît-Joseph  | 2012   | 120,7 cm | 1 309 kg     | fiss1 |
| Norra tornet | 9   | Maurice        | 2012   | 109,7 cm | 1 011 kg     | giss1 |
| Norra tornet | 10  | Jean-Marie     | 2012   | 99,7 cm  | 782 kg       | aiss1 |

Kyrkklockan Emmanuel väger 13 ton. Enbart kläppen väger 500 kilogram. Det sägs att när Emmanuel göts kastade kvinnor guld och andra smycken i smältan, vilket skall ha gett klockan dess unika Fiss-klang.

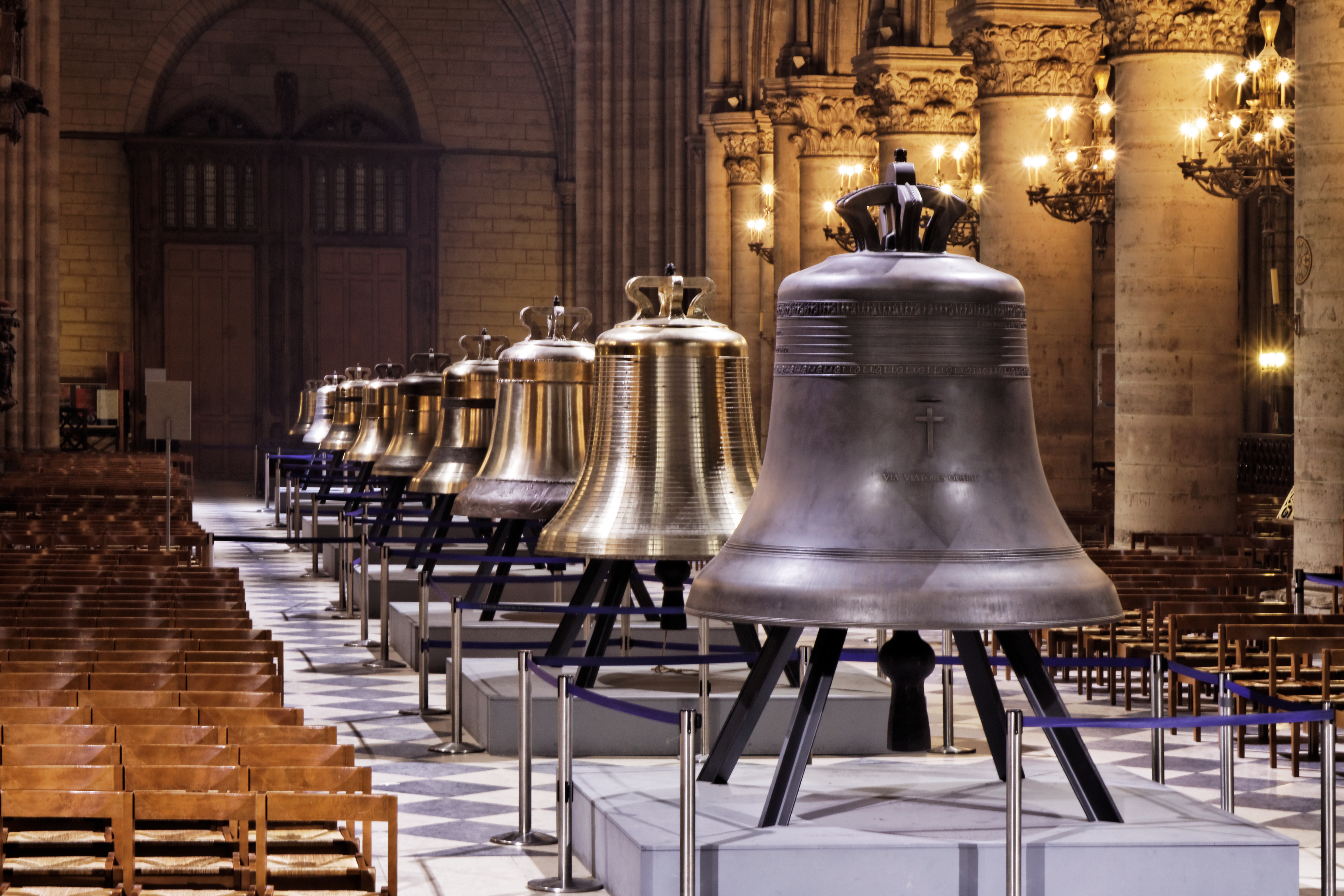
Katedralens klockor från 2012 inför klockdopet.
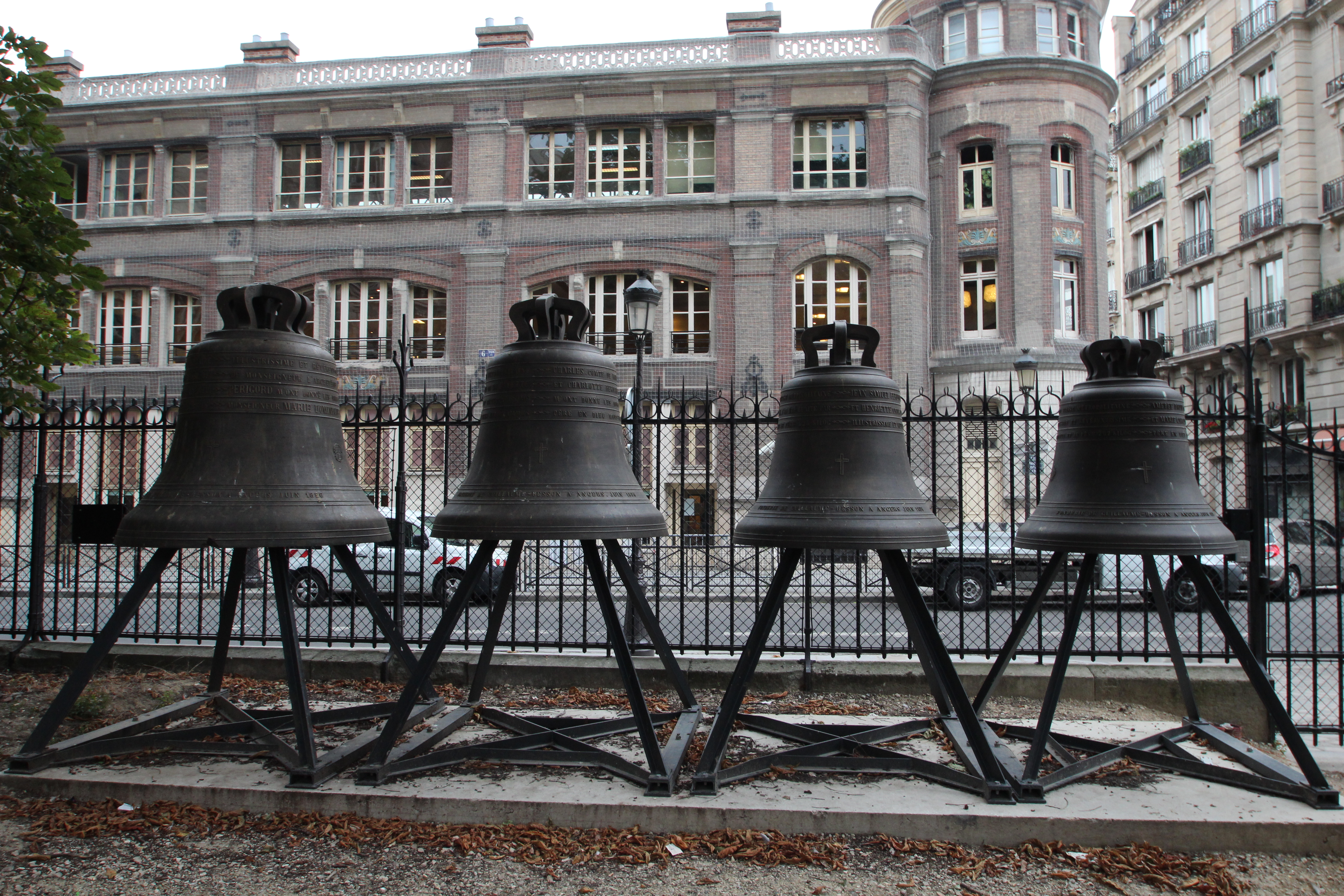
1800-tals klockorna som togs ur bruk 2012.
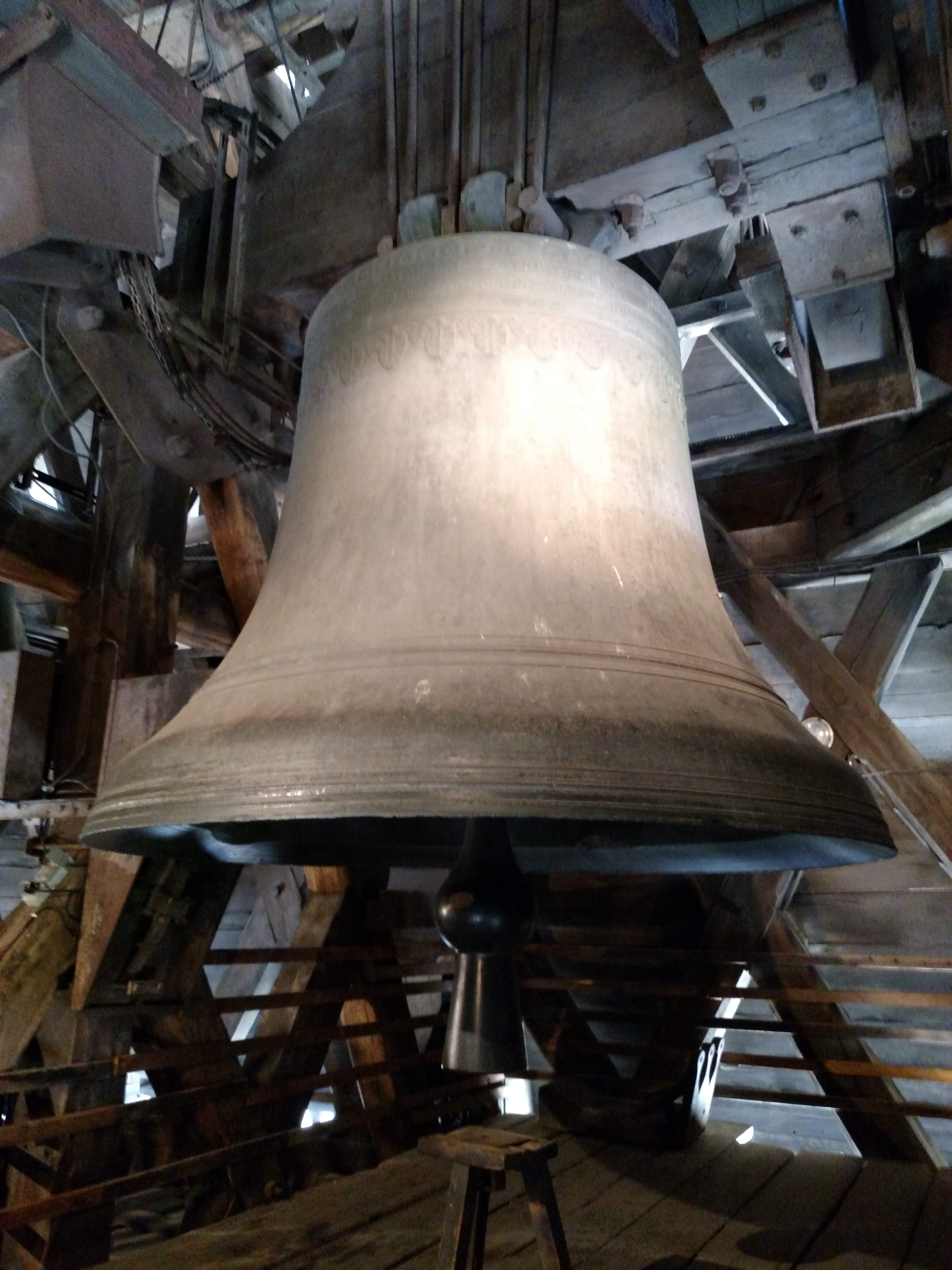
Katedralens största klocka Emmanuel.

### Katedralen i siffror
- Huvudvalvet i katedralen är 34 meter högt.
- Tornen i västfasaden är 69 meter höga.
- 422 trappsteg (som blir smalare mot toppen) leder till klocktornets högsta punkt. 386 av dem går att beträda.

## Kommunikationer
I närheten ligger Saint-Michel – Notre-Dame station med RER-tåg samt tunnelbanestationerna Saint-Michel och Cluny – La Sorbonne.

## Ägarskap
Fram till den franska revolutionen ägdes Notre Dame av ärkebiskopen av Paris och därmed av den romersk katolska kyrkan. Den 2 november 1789 förstatligades Notre Dame och är sedan dess franska statens egendom. Fastän staten äger Notre Dame de Paris får Paris ärkestift bruka kyrkan och är ansvarig för bland annat att katedralen är öppen och tillgänglig för besökare.

## Bildgalleri

### Innan 2019

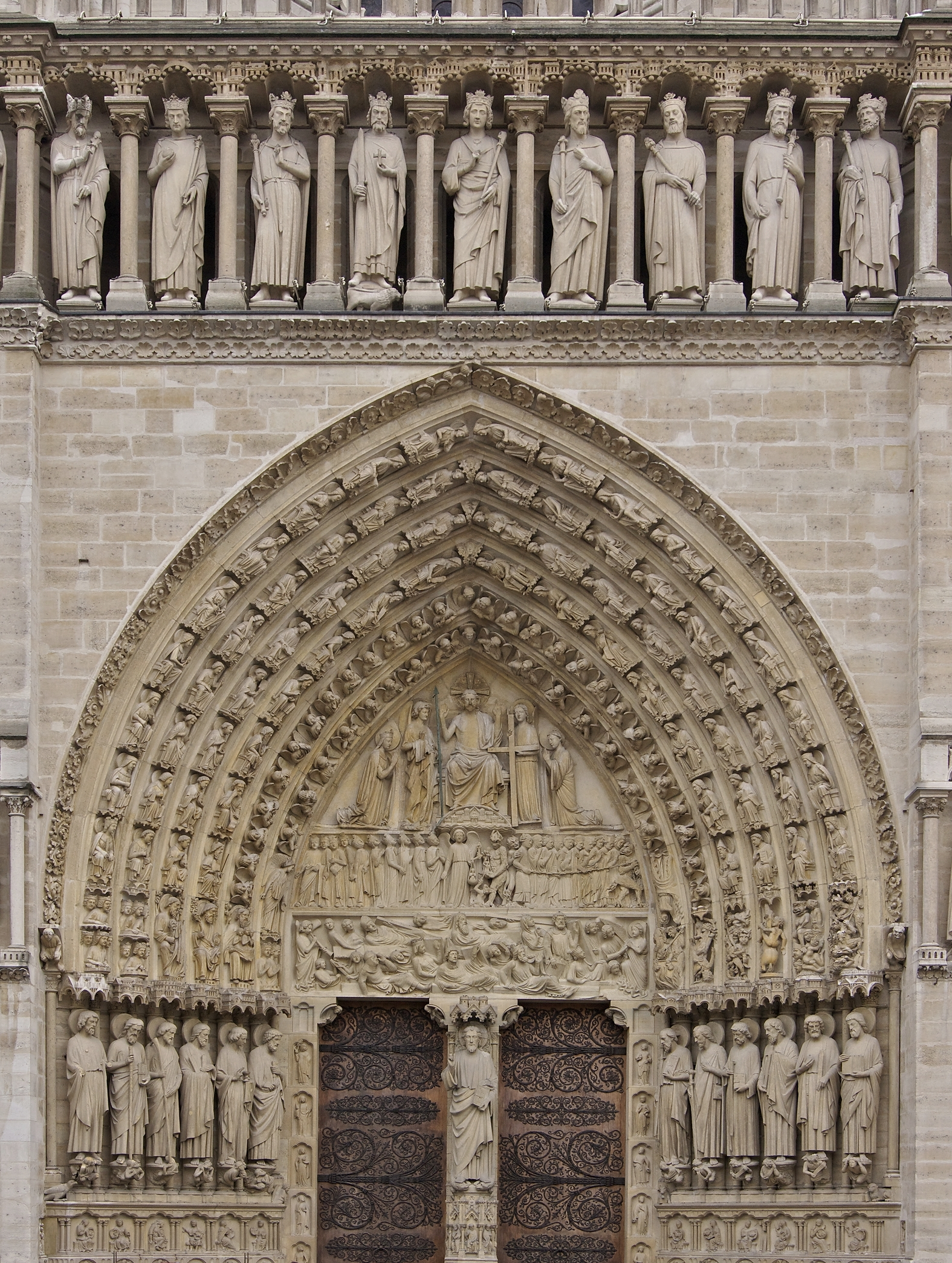
Huvudportalen och en del av kungagalleriet.
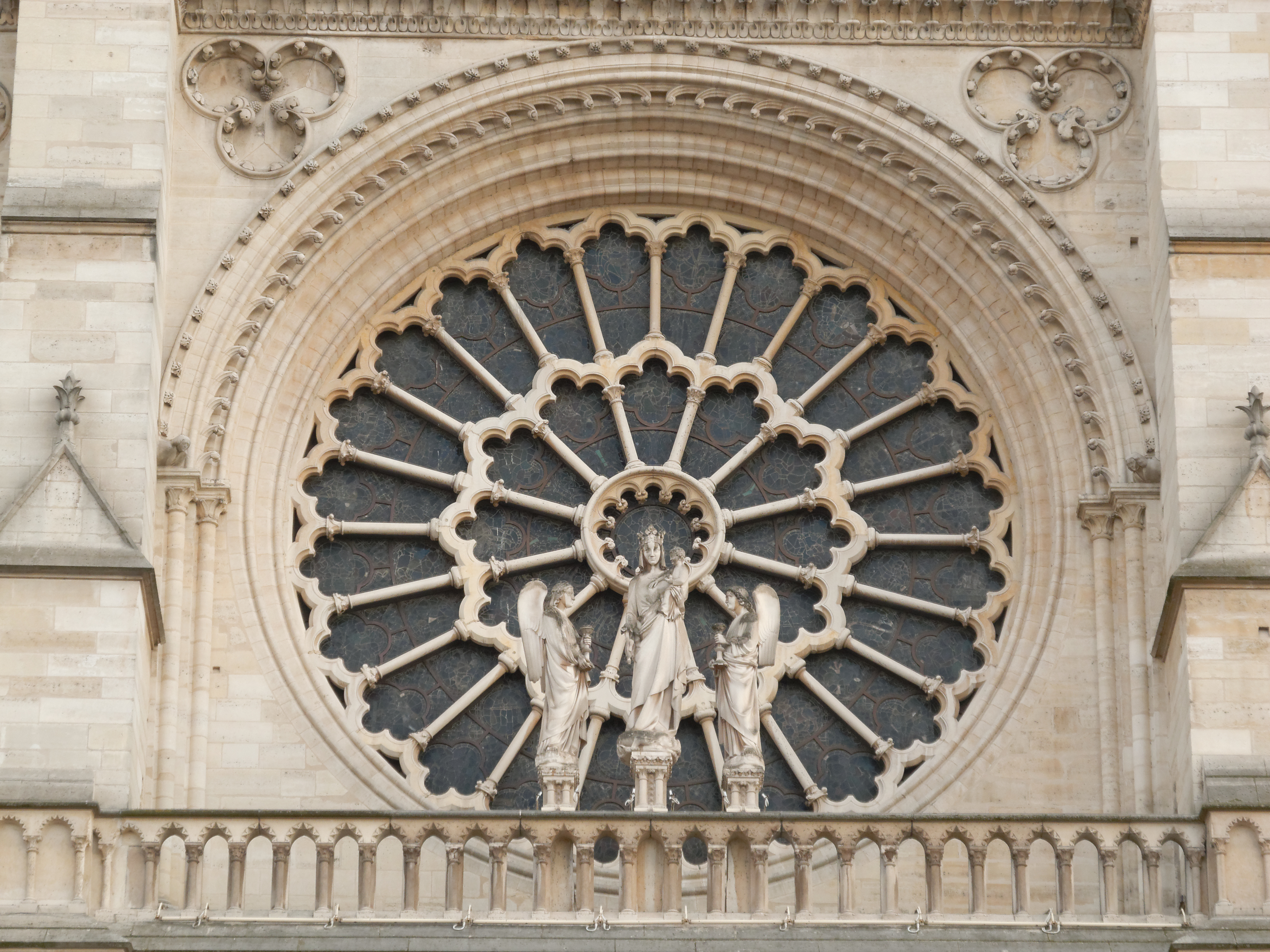
Rosettfönstret på den västra fasaden.
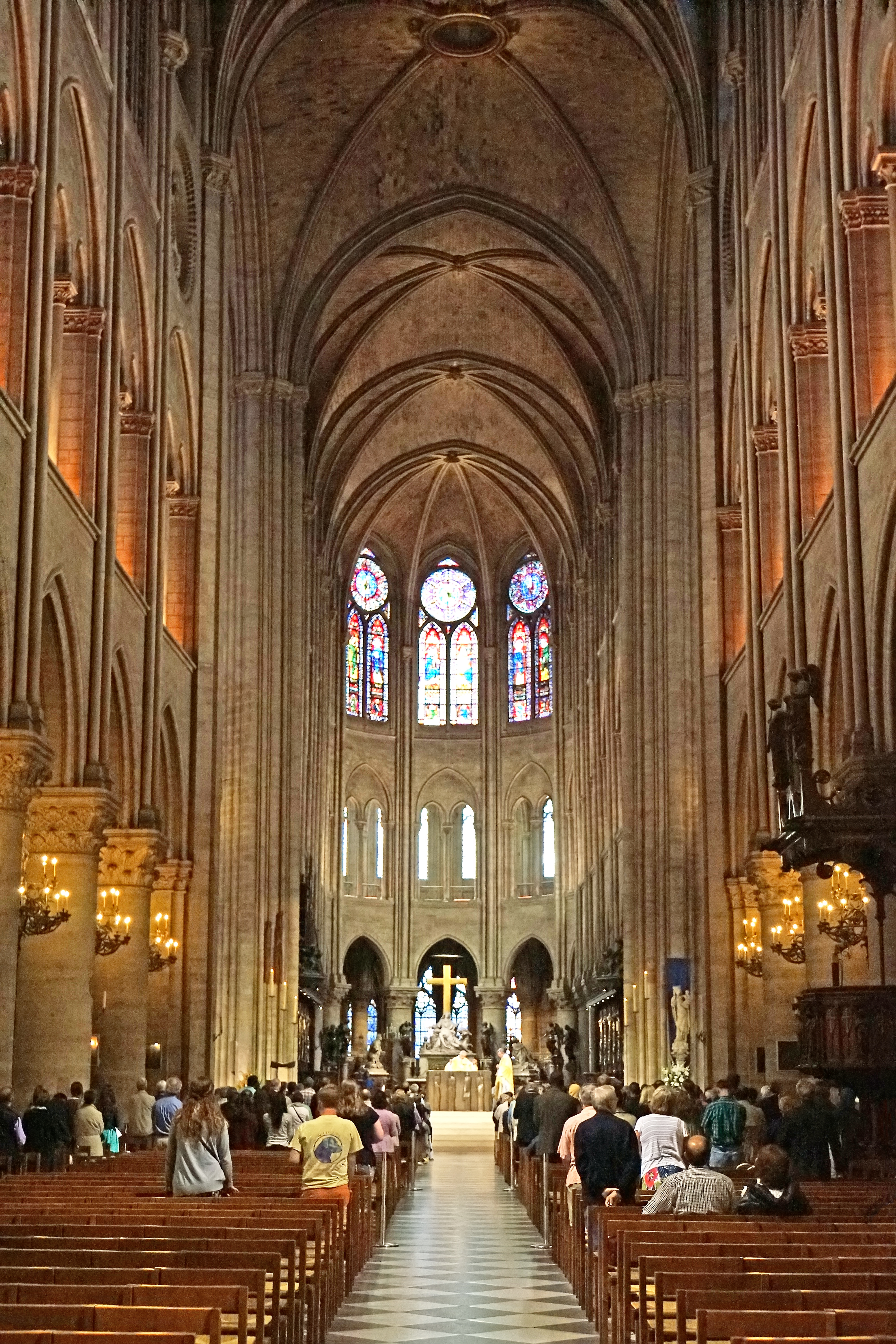
Interiör.
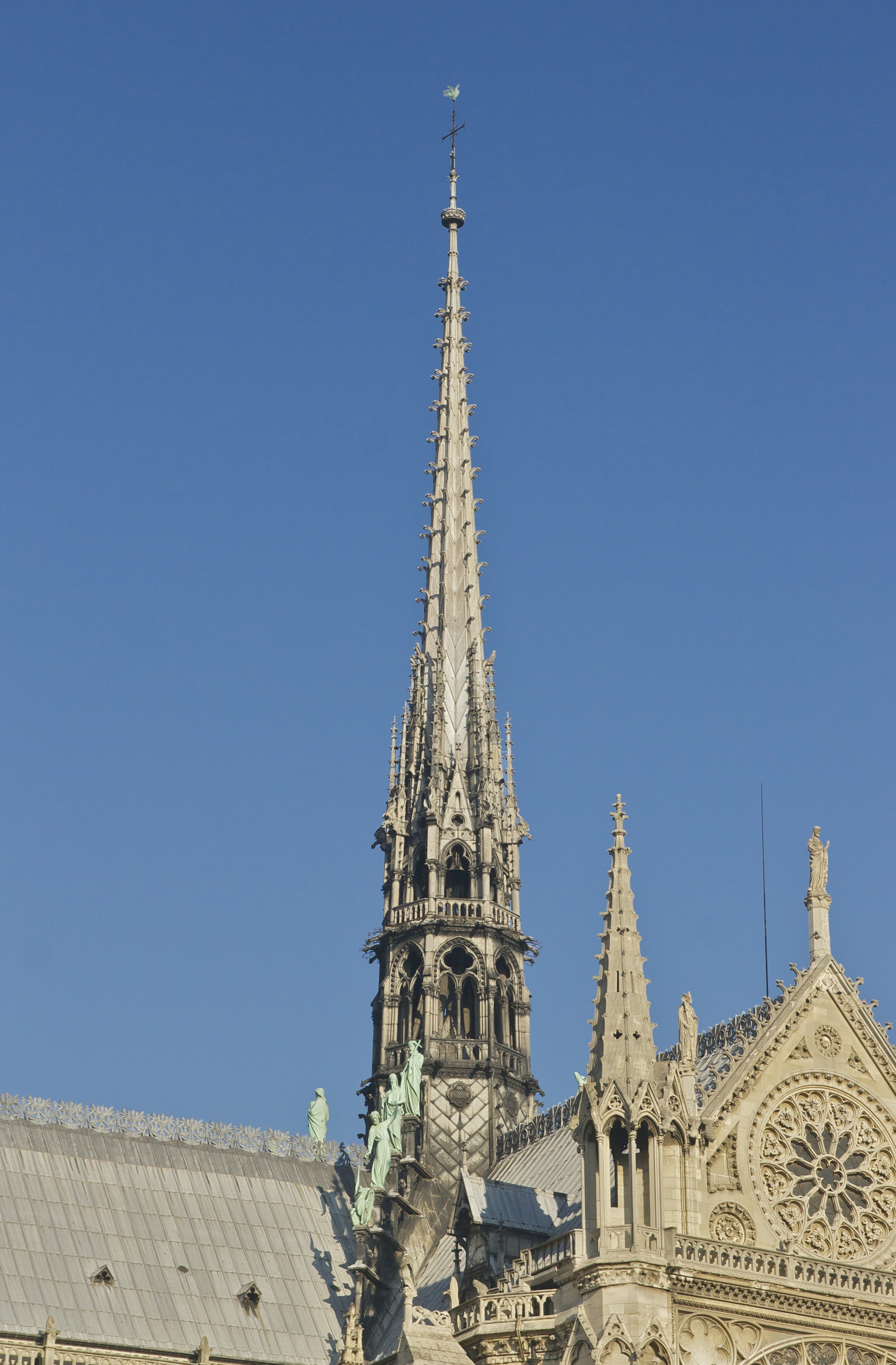
Spiran byggdes på 1800-talet och förstördes i branden 2019.
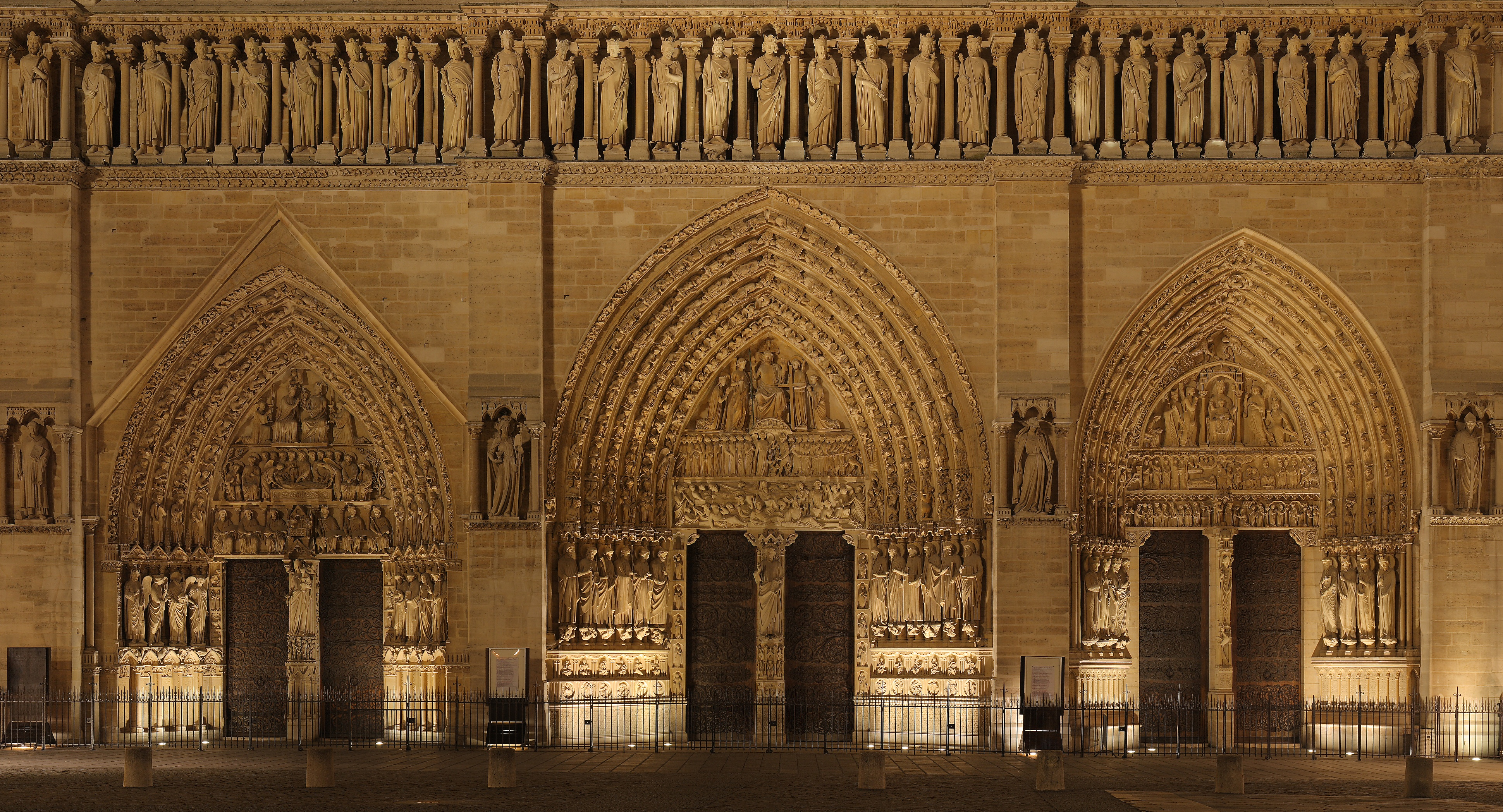
Nedre delen av fasaden med de tre portalerna.
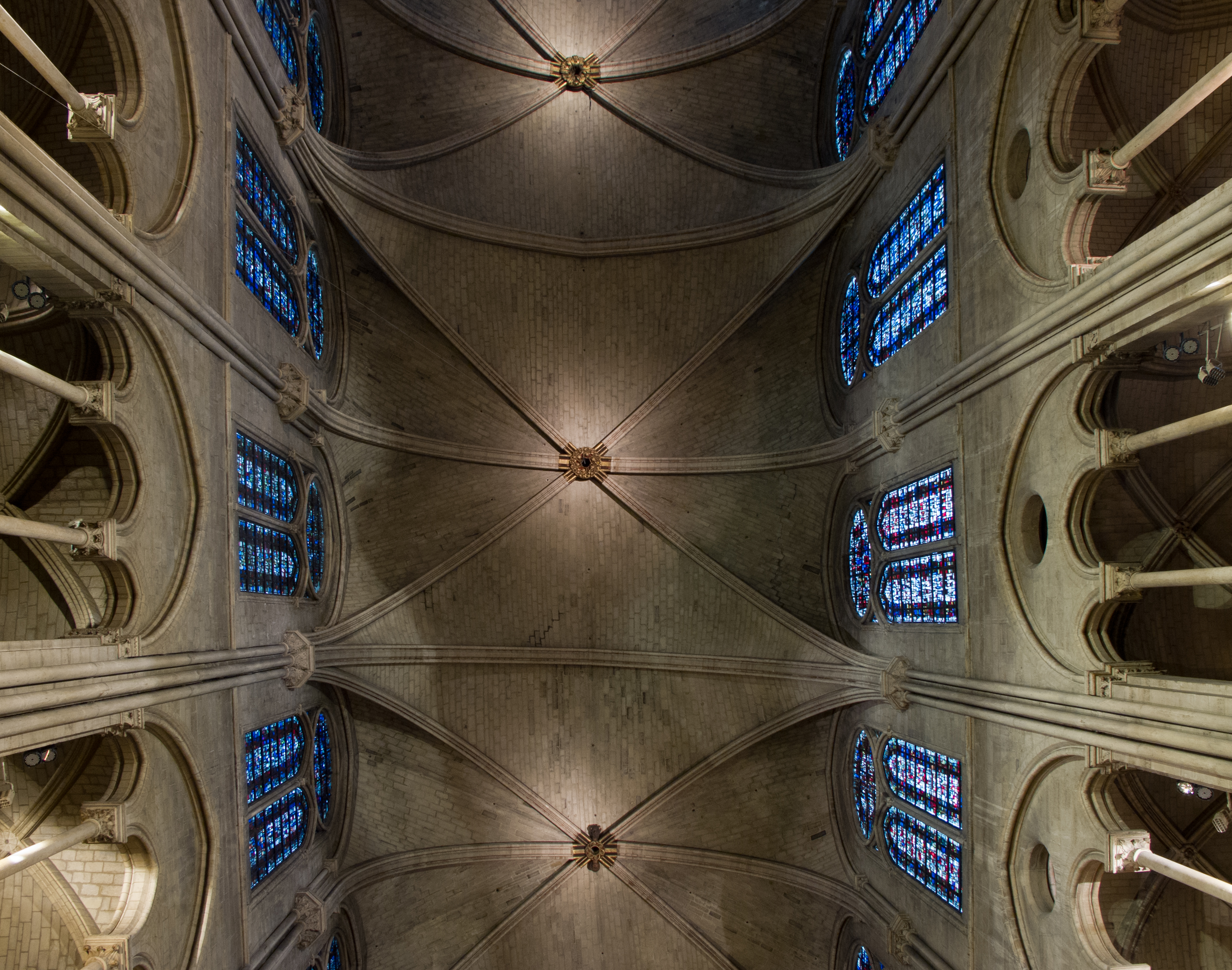
Valvet i mittskeppet.
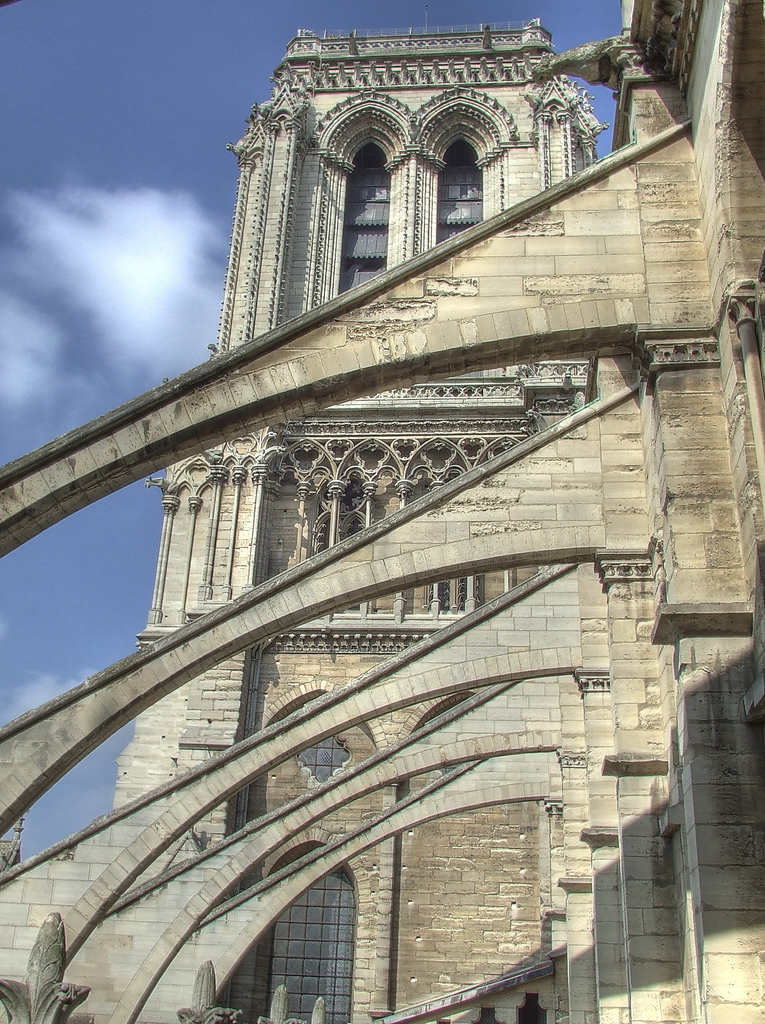
Strävbågar.
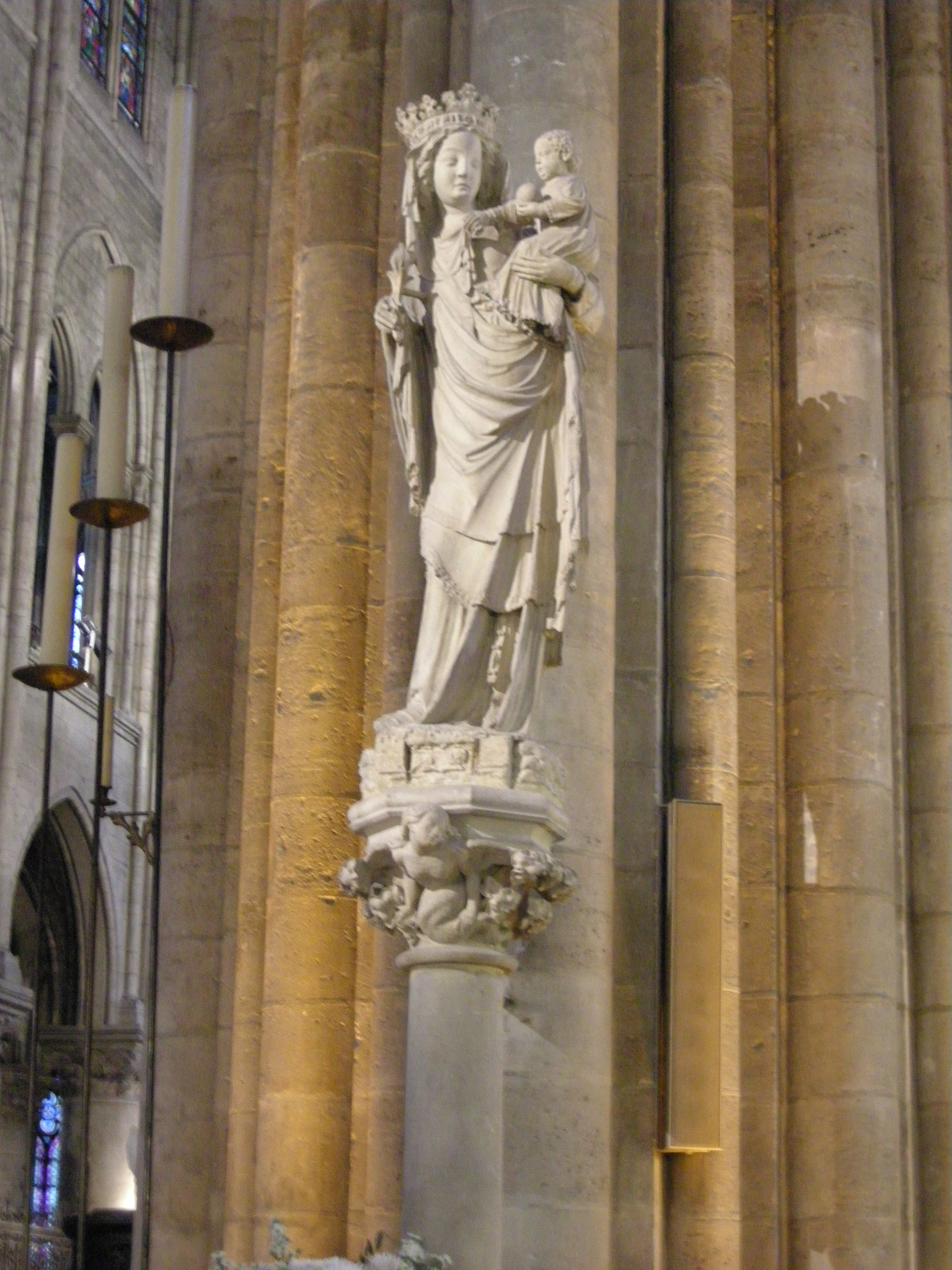
Staty av Jungfru Maria. "Jungfrun av Paris"
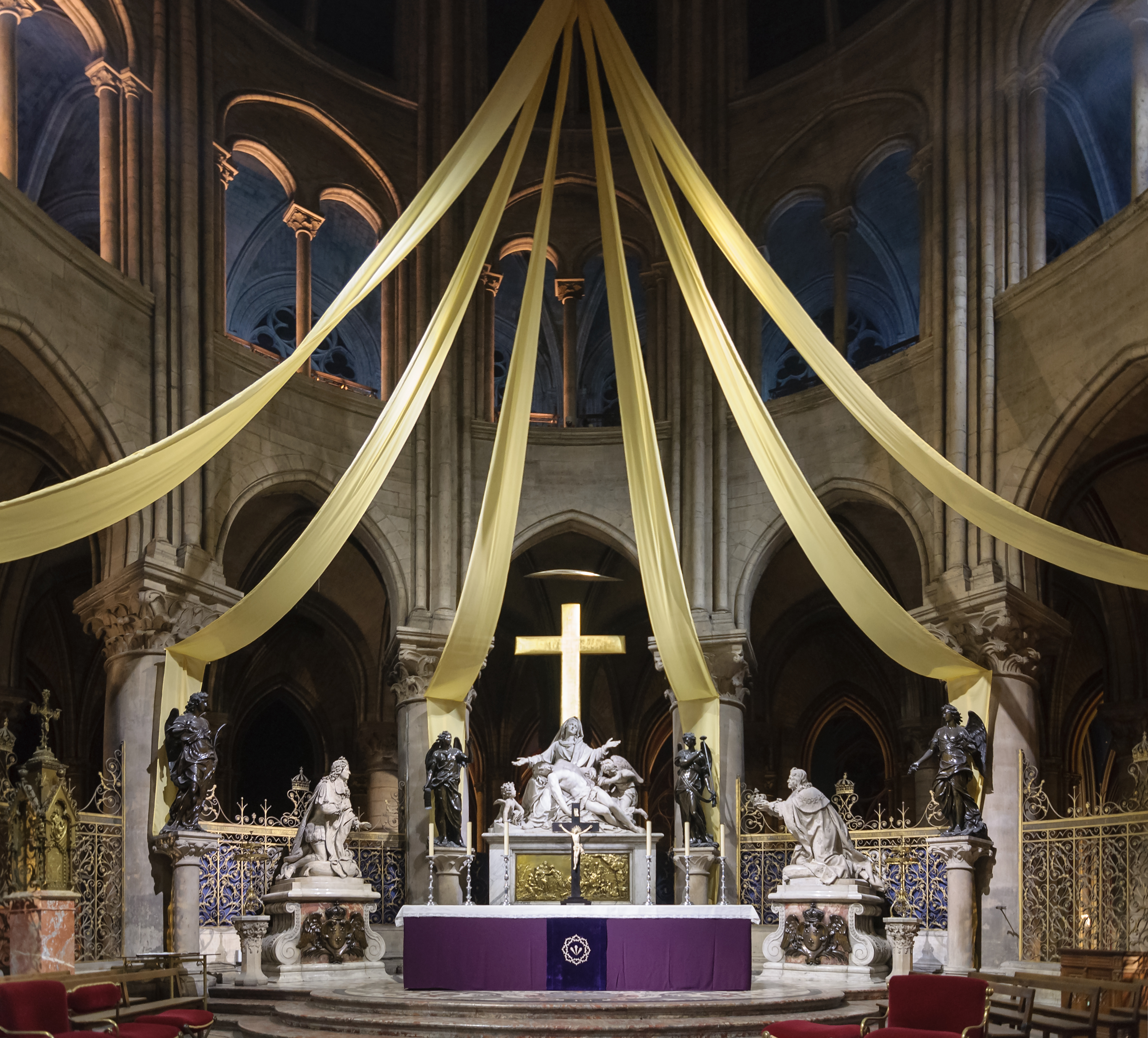
Högaltaret.
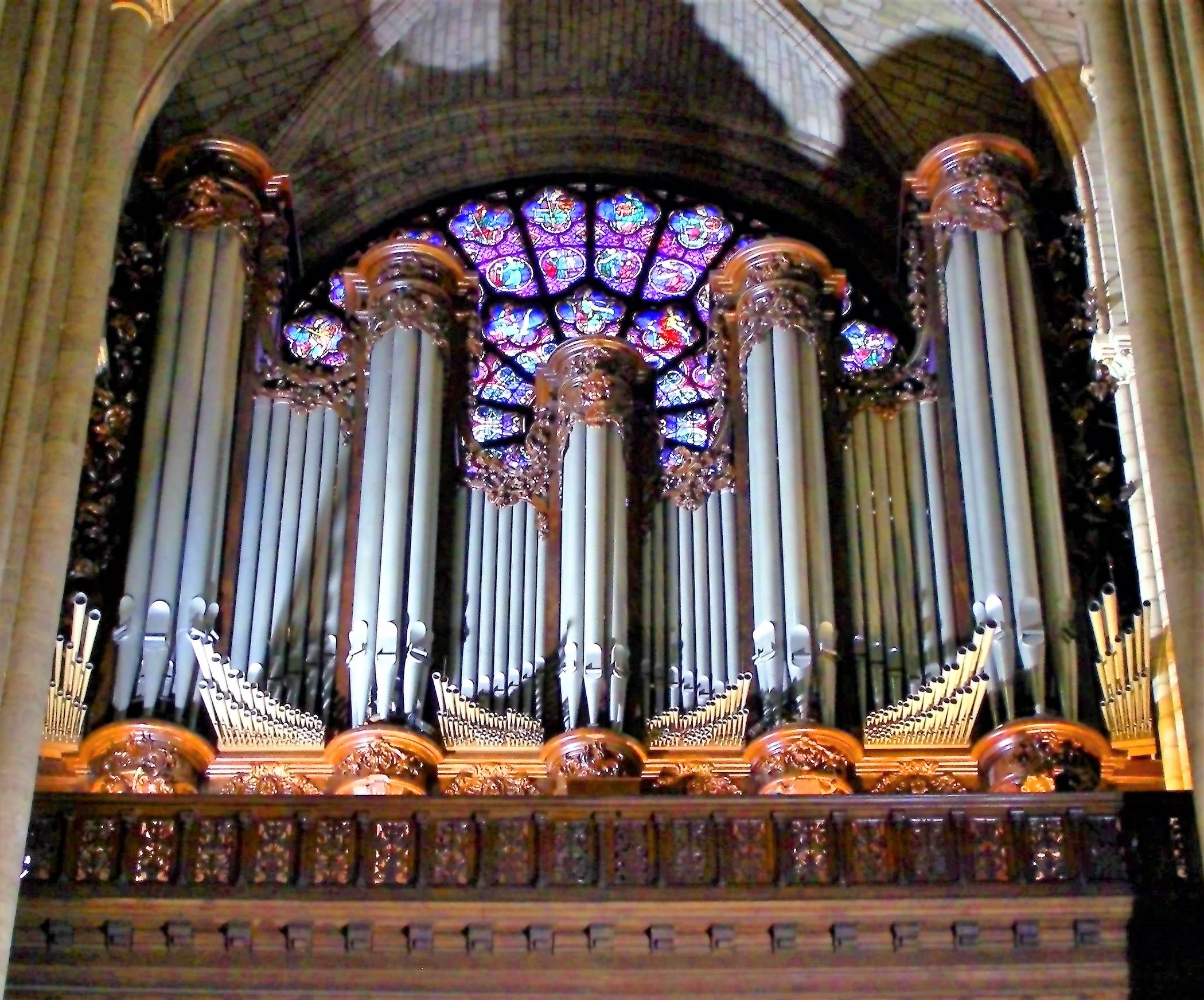
Cavaillé-Coll orgeln i Notre-Dame.
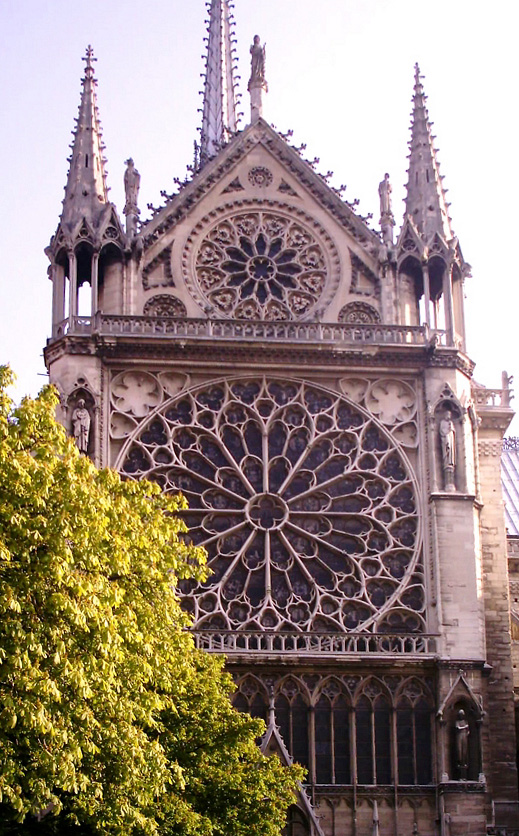
Södra fasaden.
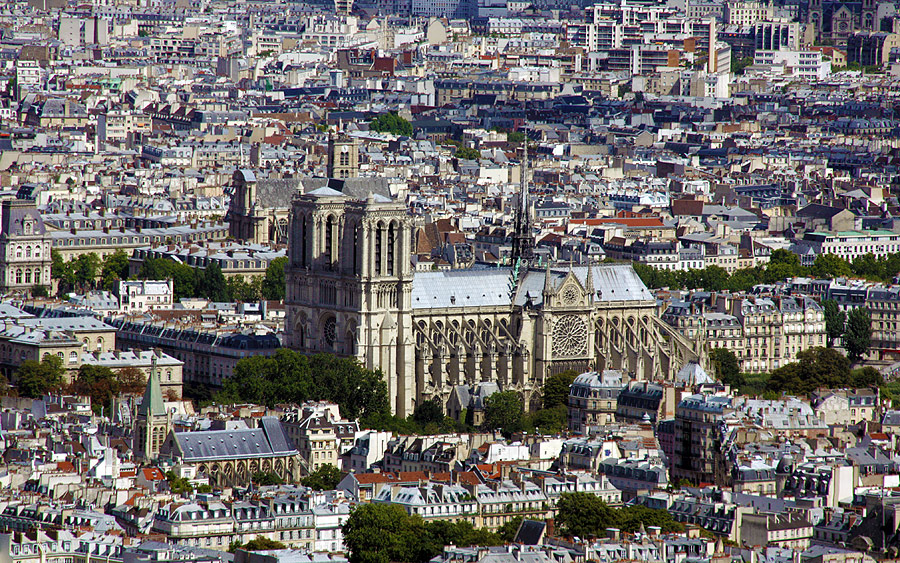
Notre Dame från Montparnassetornet.

### Efter 2019

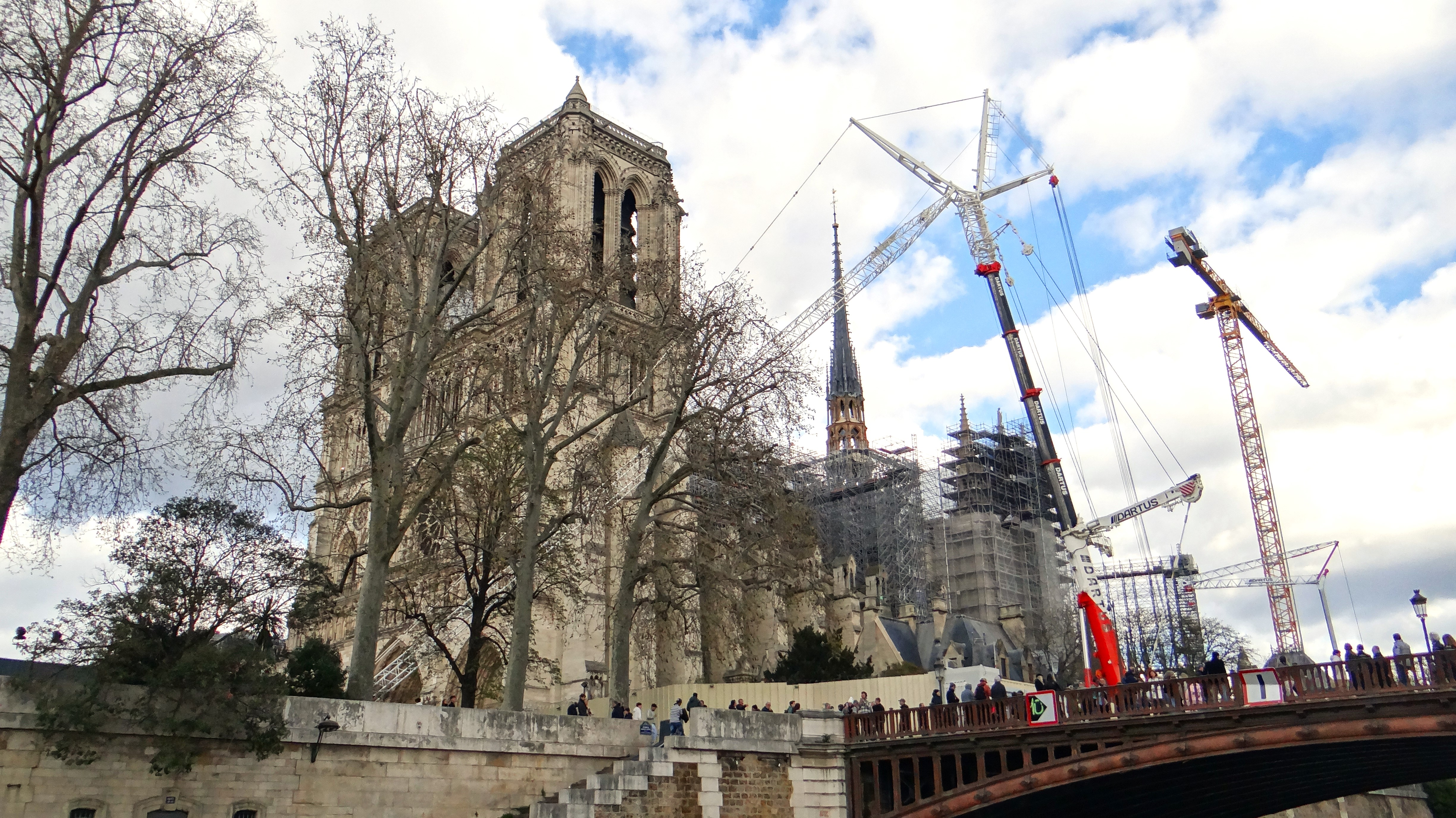
Katedralen under återuppbyggnad med den nya spiran på plats, 2024.
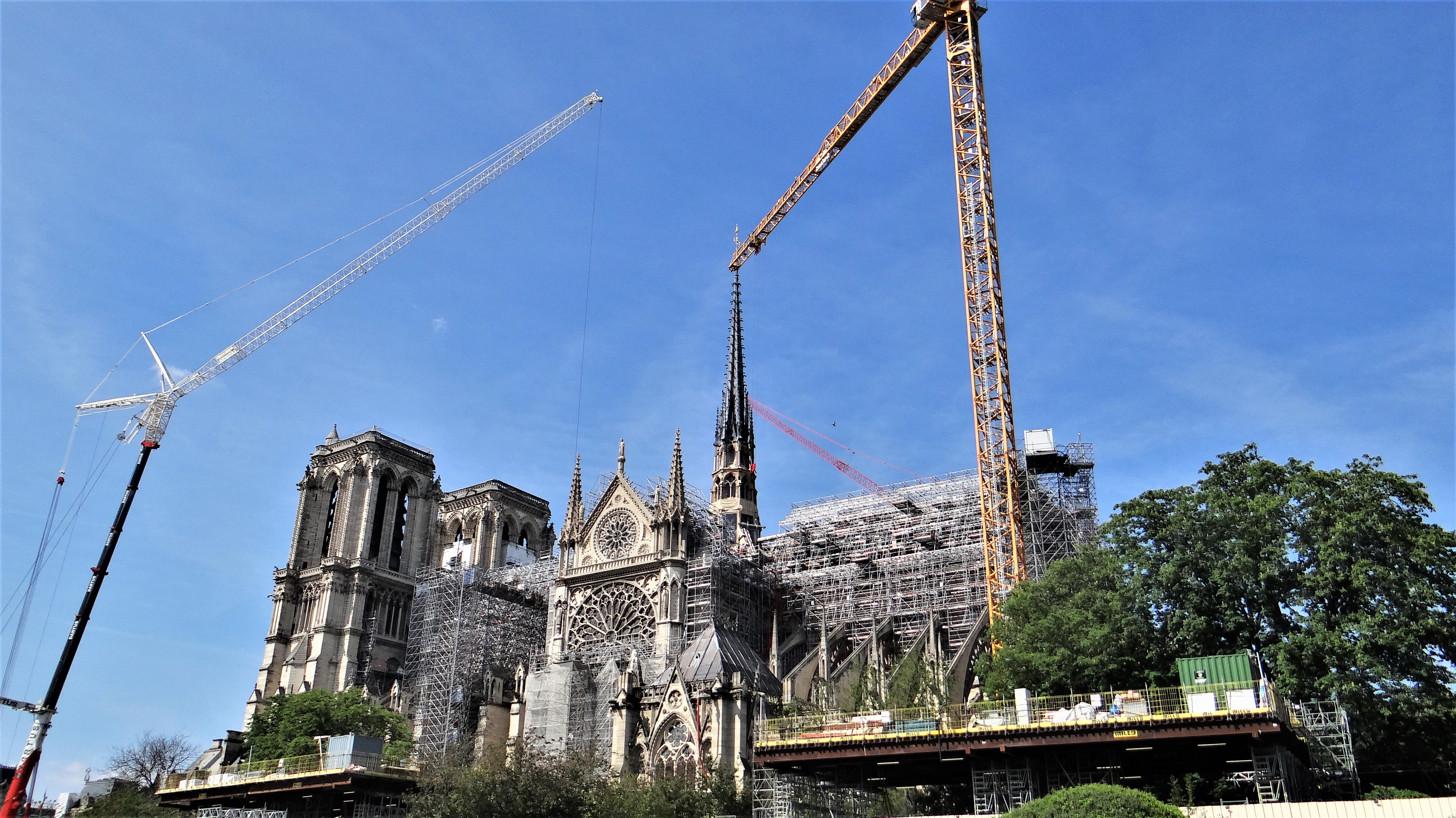
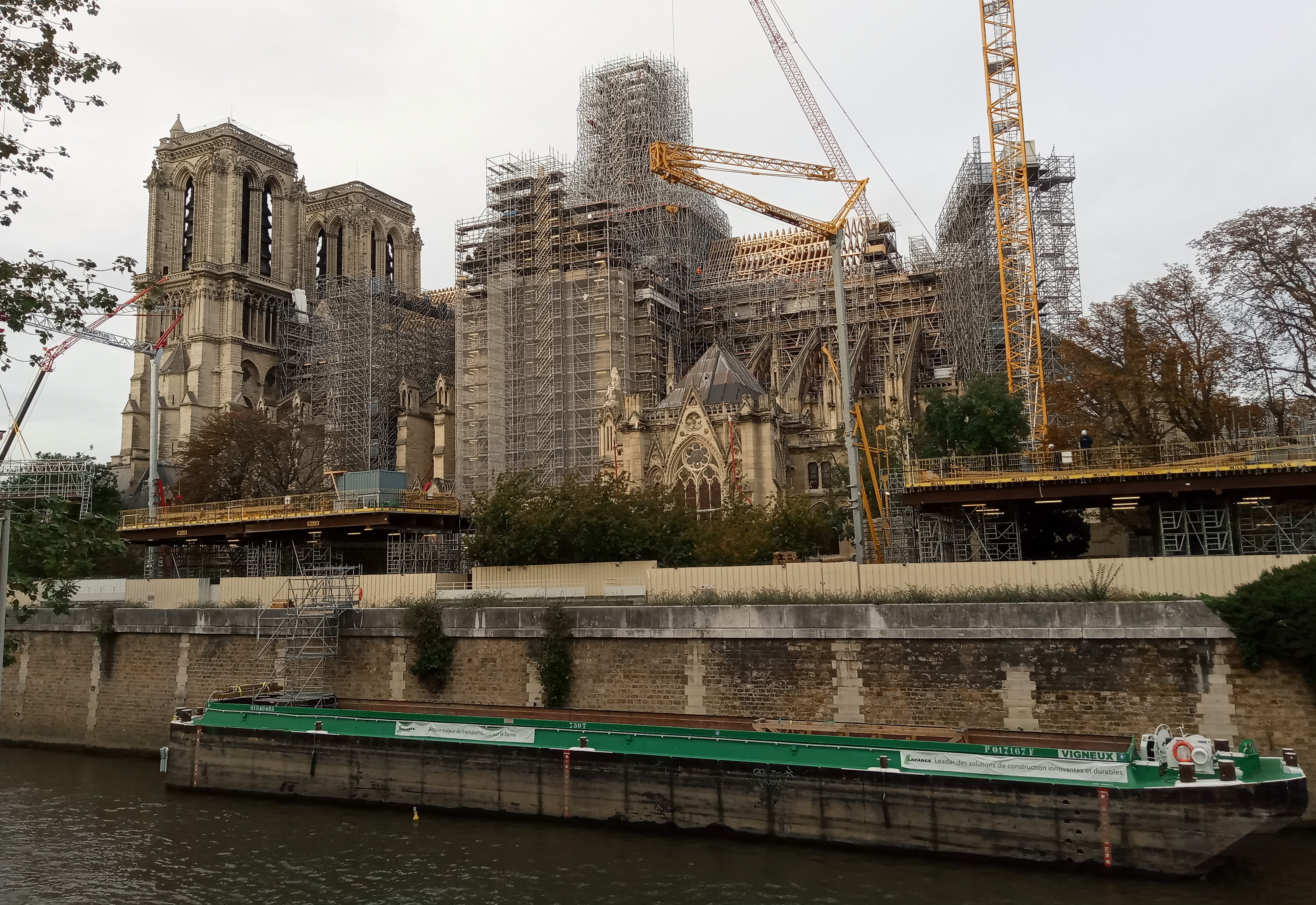
Återuppbyggnad, oktober 2023.